# 山东省
山东省，简称鲁，位于中华人民共和国东部沿海、黄河下游、京杭大运河中北段，属华东地区，省会济南。作为工农业大省，山东是环渤海经济圈的重要组成部分，2019年山东省常住人口超过1亿人，为全国第二。其中汉族占99.3%，同时有回、满、蒙3个世居少数民族及朝鲜族等非世居少数民族。省人民政府駐济南市历下区省府前街1号。
山东陆地总面积约15.79万平方公里，为全中国第19位。西部是黃河沖積平原、中部是山脈丘陵、東部是胶东半島。在華北地區，山东是较为多山，且海岸线最长的省份：中部为鲁中南山地丘陵区，泰山是全境最高点（1,532.7米）；东部的山东半岛向北与辽东半岛隔渤海海峡相对，往东与朝鲜半岛隔黄海相望。
山东邻省众多：西北接河北、西南邻河南、正南方则与安徽、江苏两省接壤。山东交通发达，半岛地区（如青岛）到长三角的航线尤其便利；山东的省际交通也同样较为发达，铁路、高速公路网络密集。
山东历史悠久，是华夏文明的发祥地之一，由齊文化、魯文化与东夷文化相融合，形成了独特的齐鲁文化。又因為古代人群的分佈不同，分鲁南、鲁北、鲁东南、胶东四区，山東方言之間有些差異，故可大致分为中原官话（西南部）、冀鲁官话（西、中北部）、胶辽官话（东部）三个不同方言区，这之下又可细分为小片，各地在词法和语法上颇具特色、辨识性强。
山东历史上人才辈出，春秋时期起就有孔丘、孟轲、颜回、曾参、鲁班等一系列历史文化名人。鲁菜是中国四大菜系之一，具体分为胶东菜、济南菜和孔府菜，各有千秋。

## 名称
“山东”的名称，最早出现在战国时期，是一个地理概念，泛指崤山、华山以东的地区；到唐宋时期指太行山以东的黄河流域广大地区；而山东作为政区名称，始于金代。
春秋战国时期山东境内以齐国和鲁国最具影响力，所以山东又被称为“齐鲁大地”或“齐鲁之邦”，并以“鲁”为山东省的简称。山东因为是孔子与孟子的出生地，又被称为“孔孟之乡，礼仪之邦”。19世纪时，“山东”的英文名称为“Shantung”。现在的英文名为“Shandong”。

## 历史

### 上古史
早在四五十万年前的更新世（旧石器时代），山东就有古人类活动。山东省沂源县发现的沂源猿人被认为是最早的山东人。山东是华夏文明的发祥地之一，新石器时代的文明有距今8400-7700年前的后李文化、距今7300年-6100年前的北辛文化、距今6300年-4500年前的大汶口文化、距今4900年-4100年前龙山文化等。山东龙山文化遗址被发现于济南章丘，出土的农具、陶器、陶文显示山东地区已进入文明时代。少昊为传说中的五帝之一，活动于山东西南部一带。
距今3950-3500年前的岳石文化属于青铜时代的早期，处于中原夏代，其分布以泰山、沂蒙山为中心，北起鲁北冀中，向南越过淮河，西自山东最西部、河南的兰考、杞县、淮阳一线，东至黄海之滨。东夷人在山东东部建立众多方国，而商族则在山东西部活动。商朝自商王中丁后，连续发生王位纷争，又屡次迁都，历经了九世之乱，其中祖乙曾将商都迁至庇（山东郓城），南庚又迁到奄（山东曲阜），直到盘庚迁至殷（河南安阳）才稳定下来。商王朝通过奄、薄姑（山东博兴）等国对山东东部未華夏化的东夷人进行统治。
周朝建立初期，三監貴族、纣王子武庚联合东夷反叛，武王的弟弟周公遂发动东征，消灭奄、薄姑等国。武王把原奄地封给周公建立鲁国，把原薄姑地盘封给姜太公建立齐国。鲁定都曲阜，农业发达；齐定都临淄，工商业发达，国力相当鼎盛。春秋时期，山东境内还有其它许多小一些的诸侯国，其中疆域及影响较大的有莒、徐、郯、宋、莱等国。
齐桓公通过“尊王攘夷”成为春秋五霸之首。公元前567年，齐国消灭了最后一个东夷方国莱国，将势力扩张至胶东半岛，但时任齐国国君的姜子牙秉持“因其俗，简其礼“的理念，尊重原住民（莱夷）文化，为齐国后来的强盛奠定了基础。进入战国时代，齐国（田齐）成为戰國七雄之一；而今日山东的大部分地区都由齐、鲁两国占有。
公元前249年，楚国攻滅鲁国；公元前223年，秦国攻滅楚国。公元前221年，秦灭齐国，建立了统一的封建王朝。秦末民变中，田儋自立为齐王，被秦将章邯所杀。前203年，汉王刘邦派使者郦食其游说齐王田广停战，被烹杀；韩信攻陷齐都临淄。田广逃亡中病死，田横在海岛上（山东即墨田横岛）自立为王，被刘邦逼降，不堪受辱，自刎而死。
秦漢以来，山东成为中国的农业中心。山东的粮食不断沿黄河西溯，供应关中。山东是汉代「丝绸之路」的重要源头，临淄、定陶、亢父（山东任城）是全国的三大纺织中心，大量精致的纺织品自此源源不断地输往西域。东汉末年，山东地区争战频仍，先后有曹操、刘岱、臧霸、张邈于此起兵。五胡乱华纷战时期，山东西部也成为兵家必争之地，发生了多次大的战役。五胡亂華后期，慕容部鲜卑建立的南燕割据于山东，定都广固（山东益都），前后共十余年。在二百年的战乱中，山东地区经济生产受到极大破坏，中西部尤甚。

### 中世史
隋朝极盛时期，今山东地区的户数占全国总数的21%，但经济在隋末战乱中受到极大的破坏。唐太宗贞观之治和唐高宗永徽之治后，得到恢复和发展，当时行政区划上主要属于河南道。唐玄宗开元天宝年间，每年都有几百万石的粟米运至关中，而青、齐等地的物价仍远低于中国其它地方。唐代兖州的镜花绫、青州的仙纹绫，都是驰名全国的精美织品。至晚唐时，战乱四起，淄青节度使割据山东约六十年。819年李師道遭部将刘悟发动兵变斩殺，淄青節度使一分為三。后历经五代十国的后梁、后唐、后晋、后汉、后周五个短暂政权。
北宋时期，山东的经济得到恢复并快速发展，宋徽宗宣和元年到宣和二年（1119年—1120年）宋江聚眾三十六人在梁山造反，这个故事被写进《水浒传》。南宋建炎年间，山东全境沦于金国。13世纪初，蒙古人入侵金朝，山东农民纷纷起兵，有益都的楊安兒、潍州的李全、沂蒙山的刘二祖、郝定等。到元世祖至元十三年（1276年），因饱经屠杀、瘟疫之故，山东境内仅存126万人、38万户。
明太祖洪武年间设立山东省（包括辽东），由于当时「多是无人之地」，朝廷奖励人民垦荒。到洪武二十六年（1393年），山东的耕地面积有7,240余万亩，居全国第三位。1417年，苏禄国东王到中国访问，回国途中在山东病逝，葬于德州。明成祖在1421年迁都北京以后，京杭大运河沿线的济宁和临清由于漕运的发展而繁荣起来。然而由于经历小冰期（约1550年至1770年），粮食减产、饥荒连年，再加朝廷苛政，明朝农民叛亂此起彼伏。1633年，明朝将领孔有德、耿仲明等率军从山东登州到辽东投奔满清，后随清兵入关。到崇祯十三年（1640年）后，山东民变愈演愈烈，明朝派朱大典出兵镇压，山东人口再度锐减。
到清朝康熙年间，山东的农业逐步得到恢复，耕地达到9,000余万亩，重新成为中国的人口大省之一。1668年（康熙七年）7月25日山东省发生郯城大地震，震中烈度高达XII度，造成约5万人死亡，占当时人口总数约千分之三。而自顺治元年（1644年）至鸦片战争（1840年）近200年间，山东发生有记载的水、旱、蝗、雹、地震等自然灾害达五十次左右。

### 近代史
由于山东地处沿海、拱卫京师，在鸦片战争前就引起列强关注。1835年，英国舰船曾因登州府派船堵截而未能登岸。第一次鸦片战争期间，英军曾在烟台屯泊。第一次鸦片战争失败后，山东提出海防建设方案，包括改造船炮、增加水师兵额、加强水师训练、修筑炮台、建设军储仓，但由于种种原因未能落实。第二次鸦片战争中，清政府簽訂《天津條約》开放登州等10处为通商口岸，1861年改定烟台为通商口岸。
1888年，北洋水师于山东威海卫刘公岛正式成立，7年后在甲午战争中全军覆没，日军占领威海。1897年，山东省曹州府巨野县发生曹州教案。1898年，清政府签署《胶澳租借条约》和《订租威海卫专条》，将青岛和威海分别租借给德国和英国。
德国修筑了从青岛通往济南的胶济铁路（1905年），和津浦铁路的北段（1911年），事实上把山东认作势力范围。
英国在威海享有独立司法权，因其司法体制大幅降低了诉讼成本，一度造成附近民众偷挪界碑（向外），试图将自己纳入英国司法管辖范围内；同时英国在威海卫（英租）当地民众中招募警察（通称“山东差”或“鲁警”），前任香港特首梁振英的父亲梁忠恩（原名梁澤元）即为此时期被招募派驻香港。1899年，义和团从山东西部兴起，被时任山东巡抚袁世凯识破后逐至直隶。1849年到1911年间，有57年因黄河、京杭大运河决口引起洪灾，并有多年为旱涝并发，甚至还同年发生旱灾、虫灾、涝灾。清末民初，因人口密度过大而导致生存困难之故，山东人开始向中国东北地区大规模移民，俗称闯关东。
1911年辛亥革命爆发后，山东巡抚孙宝琦宣布山东独立，11天后取消独立，成为中华民国一省。1914年日本借口参加一战而入侵山东。1919年巴黎和会上，因北洋政府未能收回山东主权，引发了五四运动。1922年华盛顿会议上经美国调停，日本将青岛和胶济铁路归还中华民国。1924年第二次直奉战争后山东成为奉系军阀的势力范围。1928年5月3日國民革命軍在北伐途中经过山东济南城时与日军发生冲突，引发济南惨案。1930年10月，国民政府从英国手中收回威海。同年9月，韩复榘被任命为山东省政府主席，他通过一系列措施，使山东省成为高度自治区域，弱化了国民政府中央对山东省的统治。1937年七七事变后，韩复榘放弃抵抗以保存实力，被蒋介石处决。此后，山东省内国民党政权、日伪政权、中共政权并立，其辖区犬牙交错。
1945年8月，抗日战争胜利后，国民党政权、中共政权依然并存。1947年5月在山东省中部沂蒙山区的孟良崮战役中，国军最精锐的王牌七十四师被中共的华东野战军消灭。1948年共军攻克了号称“鲁中堡垒”的潍县。1949年6月2日，中華民國政府第十一綏靖區部隊及美軍从青岛市撤退后，中共军队进驻，并将其并入山东管辖。同年8月12日，第三野战军取得长山列岛战役胜利。至此，共军完全占领山东省。

### 现代史
中華人民共和國成立初期，山東西部、河南北部、河北南部新成立平原省，包括今山東省菏澤、聊城等地，1952年撤銷該省，將其轄區併入山東、河南。江苏省的徐州和连云港一度也属于山东管辖。
1959-1961年，山东省是三年大饥荒时期中最严重的几个省份之一，尤以黄河流经的鲁西北地区最为惨烈。据官方人口统计，山东省在1959、1960两年中，人口净减少了234万。
1966年8月25日，青岛发生了干部、工人群众与青岛三大院校部分学生对立的“青岛事件”，为山东“文革”拉开了序幕。1978年改革开放以后，山东尤其是东部沿海地区经济有较大发展。到1986年，全省乡镇企业总产值第一次超过农业总产值。1996年，山东成为中国第一个实现户户通电的省份。1999年，山东省最后一个贫困县沾化县宣告脱贫。2004年山东工业产值和利润首次超过广东成为中国第一工业大省。
2008年8月和9月，青岛作为北京的伙伴城市，举行第29届夏季奥林匹克运动会和第13届夏季残疾人奥林匹克运动会的帆船比赛。2009年济南承办了中华人民共和国第十一届运动会。2010年7月16日，德国总理默克尔访华，双方确定支持在青岛经济技术开发区内合作建立中德生态园。2011年，《山东半岛蓝色经济区发展规划》获批。2014年6月3日，国务院正式批复在黄岛区设立国家级新区青岛西海岸新区。2019年8月，国务院批复设立中国（山东）自由贸易试验区，包含济南片区、青岛片区、烟台片区共3个片区。到2020年，山东半岛城市群总人口将达到1.03亿以上，城镇人口6,700万。
2008年8月和9月，青岛作为北京的伙伴城市，举行第29届夏季奥林匹克运动会和第13届夏季残疾人奥林匹克运动会的帆船比赛。2009年济南承办了中华人民共和国第十一届运动会。2010年7月16日，德国总理默克尔访华，双方确定支持在青岛经济技术开发区内合作建立中德生态园。2011年，《山东半岛蓝色经济区发展规划》获批。2014年6月3日，国务院正式批复在黄岛区设立国家级新区青岛西海岸新区。2019年8月，国务院批复设立中国（山东）自由贸易试验区，包含济南片区、青岛片区、烟台片区共3个片区。到2020年，山东半岛城市群总人口将达到1.03亿以上，城镇人口6,700万。

## 地理

### 地形

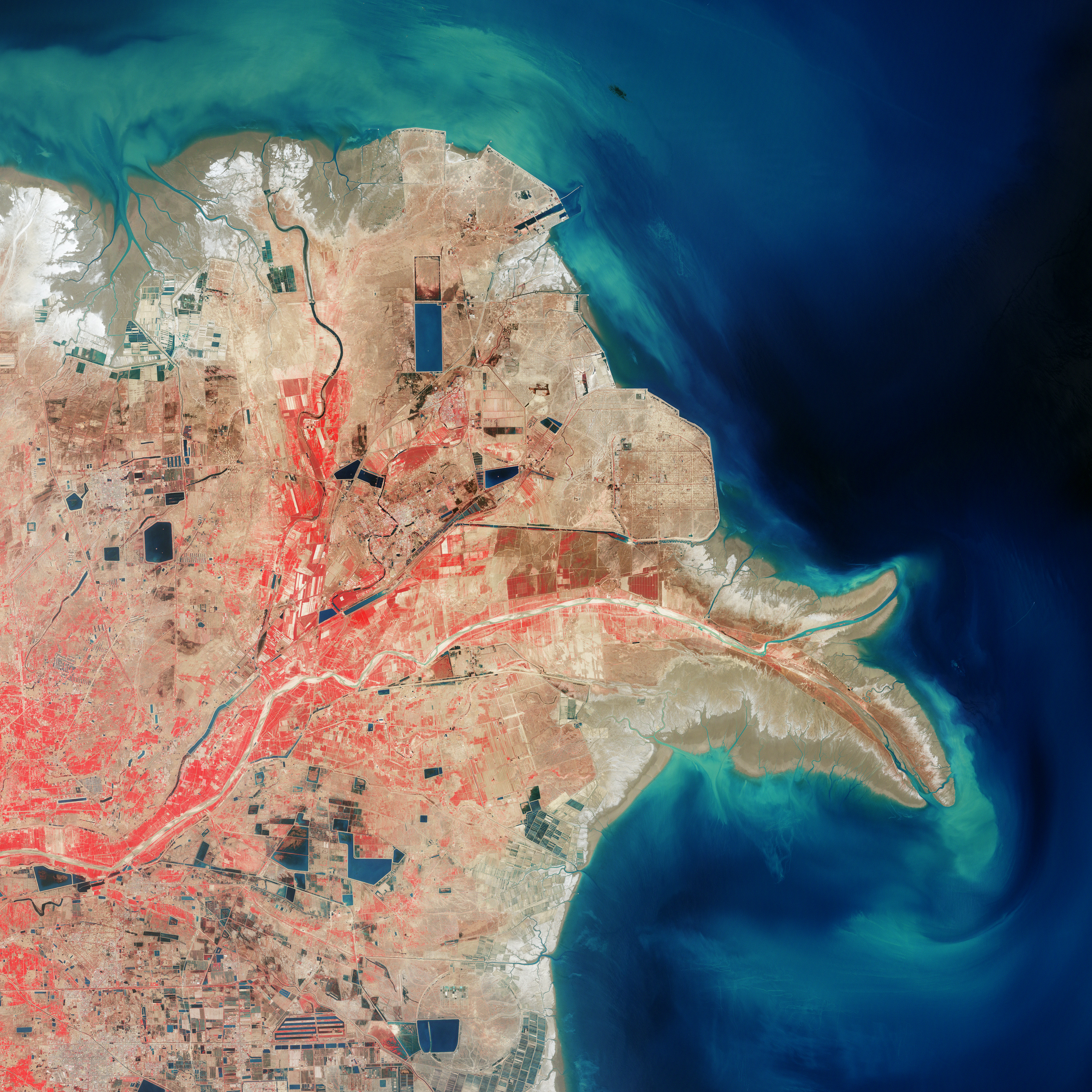
黄河三角洲距东营市区60公里，是世界六大河口三角洲之一

山东省位于北纬34°25′-38°23′和东经114°36′-122°43′之间，东西最宽750公里，南北最长410公里，陆地面积15.7万平方公里。地处中国东部沿海、黄河下游，东临渤海和黄海，与朝鲜半岛、日本列岛隔海相望；陆地与河北、河南、安徽、江苏四省毗邻；山东半岛与辽东半岛相对（南北向），环抱渤海湾。
| 方位     | 地点                         | 坐标 |
| -------- | ---------------------------- | --- |
| 北       | 烟台市蓬莱区北隍城乡北隍城岛 | 38°24′03″N 120°54′48″E / 38.40090°N 120.91320°E                                                                               |
| 东       | 威海市荣成市成山镇成山头     | 37°23′44″N 122°42′21″E / 37.39560°N 122.70590°E                                                                               |
| 南       | 临沂市郯城县杨集镇           | 34°22′43″N 118°12′40″E / 34.37859°N 118.21100°E                                                                               |
| 西       | 菏泽市东明县焦园乡           | 35°03′29″N 114°49′08″E / 35.05810°N 114.81890°E                                                                               |
| 地理中心 | 潍坊市昌乐县鄌郚镇           | 36°19′40″N 118°45′45″E / 36.327720°N 118.762410°E（仅陆地部分） 36°23′23″N 118°45′45″E / 36.389745°N 118.762410°E（包含离岛） |

山东半岛三面环海，陆地海岸线从冀、鲁交界处的漳卫新河河口到苏、鲁交界处的绣针河河口，全长3,345公里，约占全国的1/6。沿海滩涂面积3,200多平方公里。山东半岛海岸蜿蜒曲折，沿海有青岛的胶州湾、烟台的芝罘湾以及威海湾、石岛湾等港湾。黄河从山东东营市入海，形成了著名的黄河三角洲，面积达5,450平方公里，是中国最大的三角洲。
山东近海海域面积约16万平方公里，有海岛589个，除庙岛群岛之外，均分布于近陆地带，如田横岛、刘公岛、芝罘岛等，部分已与陆地连接，形成陆连岛，岛屿岸线总长688.6公里。

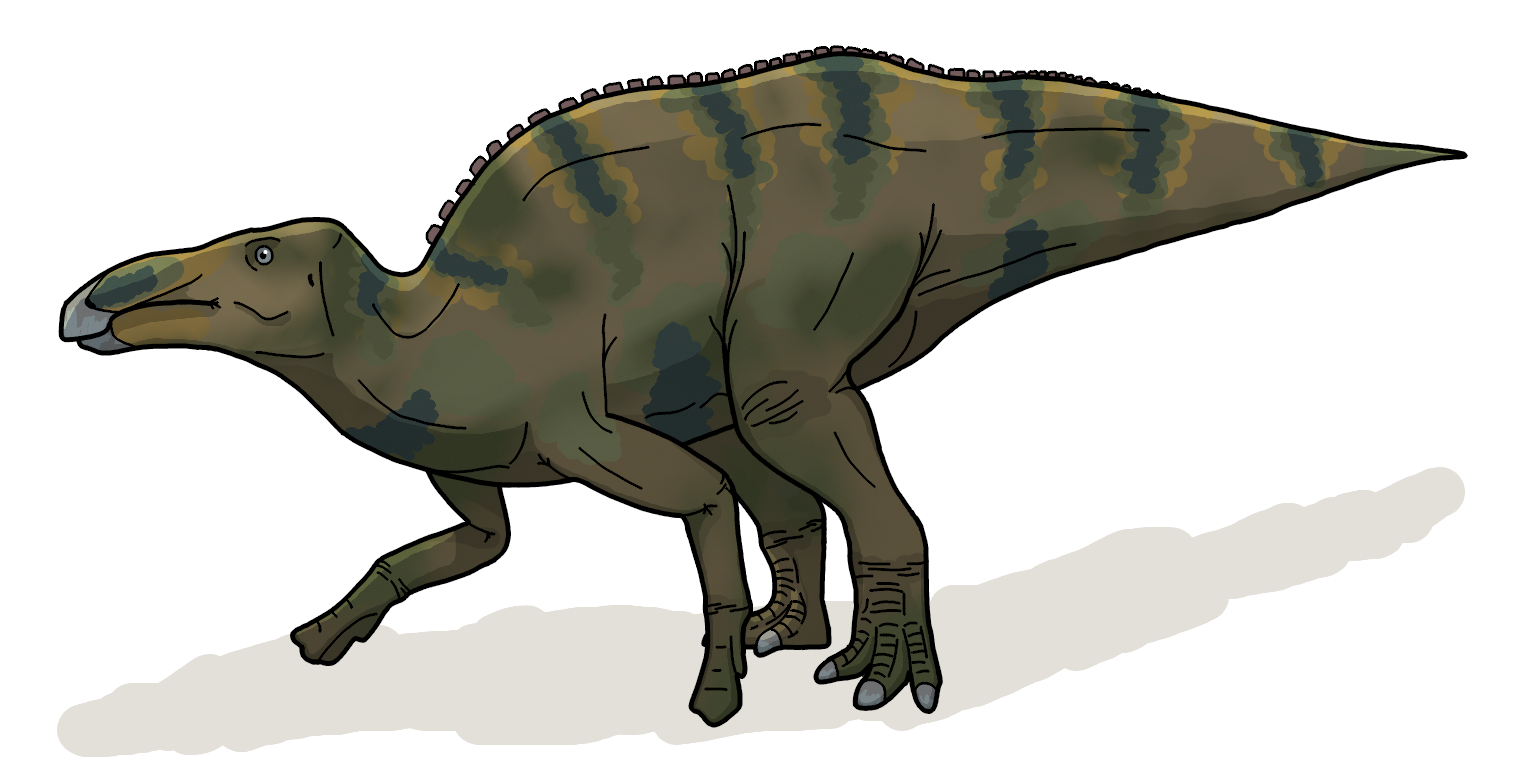
山东龍是一種頭部平坦，没有冠饰的鴨嘴龍科恐龍，生存於白堊紀晚期的東亞。它為世界上已知最大型的非蜥腳類植食恐龍，其體型甚至超越暴龍、棘龍等最大型的肉食恐龍

山东半岛属中朝准地台胶辽台隆，大约于7万年前露出海面，形成“胶辽古陆”。中新世以后，渤海总体大幅度下陷，形成盆地。上新世末，特别是第四纪以来，渤海海峡断裂下陷，形成了山东半岛。
山东境内主要有山地、丘陵和平原三种地貌。山东中部为鲁中南山地丘陵区；东部半岛大都是起伏和缓的胶东丘陵；西部、北部是黄河冲积而成的鲁西北平原区，是华北大平原的一部分。境内山地约占陆地总面积的15.5％，丘陵占13.2％，洼地占4.1％，湖沼平原占4.4％，平原占55％，其他占7.8％。
鲁中南山地中部凸起，北侧有沂山、鲁山和泰山，南侧是蒙山，各山峰海拔在1,000-1,100米，唯泰山海拔高于1,500米，是中国五岳之首。胶东丘陵在高度低于鲁中南山地丘陵，海拔大部分在400米以下，仅崂山、大泽山北峰顶、艾山、昆嵛山泰薄顶等少数孤峰海拔在800米至1,100米之间。丘陵之间有诸城盆地、胶莱盆地、莱阳盆地等。

### 水文
山东的河流分属黄河、海河、淮河流域以及山东沿海诸河流（小清河水系和山东半岛水系）。除黄河横贯东西、大运河纵穿南北外，其余中小河流密布全省。其中小清河水系由小清河及支脉河等组成，流域面积为14,223平方公里；山东半岛水系流域面积为48,300平方公里。平均河网密度为0.24公里每平方公里，长度在5公里以上的河流有5000多条，其中，长度在50公里以上的1000多条。
山东的主要湖泊有微山湖、东平湖、白云湖等。全省水资源主要来源于大气降水，多年平均降水量为676.5毫米，多年平均天然径流量为222.9亿立方米，多年平均地下水资源量为152.6亿立方米，扣除重复计算多年平均淡水资源总量为305.8亿立方米。另外，黄河多年平均入境水量为385.8亿立方米，90年代因干旱入境水量减少为222亿立方米。

### 资源

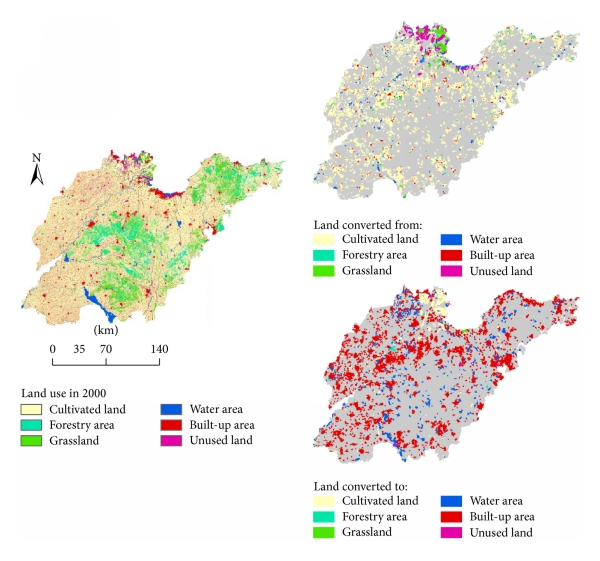
2000-2008年間山東省土地利用變化
可耕地
森林
草地
水域
建成区
未利用土地

山东矿产资源种类多，全省已发现各类矿产128种，占全国已发现矿产种类的78％。在已探明储量的74种矿产中，有30多种储量居全国前10位。其中居第一位的有黄金（岩金）、自然硫（占全国储量90％以上）、石膏（占全国储量70％）。胶东地区是中国最大黄金生产基地，也是全球第三大金矿集区。山东省内海领海专属经济区内已发现102种矿，其中探明储量的有65种。
2015年，山东土地总面积2.37亿亩，其中农用地面积1.73亿亩（含耕地1.14亿亩），建设用地面积4230万亩，未利用地2163万亩。山东土壤有棕壤、褐土、潮土、砂姜黑土、盐碱土、水稻土等六大类型，其中尤以潮土、棕壤和褐土的面积较大，分别占耕地的48%、24%和19%。
据第九次森林资源连续清查结果显示，山东省森林覆盖率为17.51％，隶属80科，203属，615种。天然植被多为暖温带落叶阔叶林，主要树种是栎属，如麻栎、槲栎、枹栎等树，以麻栎最多；针叶树以日本赤松为代表。全省共有陆栖脊椎动物400多种，其中兽类近50种，鸟类356种，爬行类17种，两栖类2种；另有海洋经济生物600多种，其中鱼类260种，贝类90种。

### 气候
山东省属暖温带季风气候区，四季分明。春季天气多变，多西南大风，地面增温快，蒸发大，降水少，常干旱；夏季炎热湿润，降水集中，时有暴雨冰雹天气出现；秋季云雨较少，秋高气爽，个别年份出现秋雨连绵天气：冬季雨雪稀少，多偏北风，寒冷而干燥。全省年日照时数为2200-2900小时，日照百分率为50%-65%，太阳年总辐射量在481-540千焦/平方厘米；全省年平均气温在11.0-14.2℃，高于0℃的年平均积温在4137-5283℃，高于10℃的年平均积温在3592-4760℃，年平均无霜期为173-250天；全省年平均降水量为550-950毫米，自东南向西北递减，夏季降水量占全年的55%-70%；全省农业自然灾害主要有旱涝、冰雹、大风、干热风、低温霜冻、海潮、病虫害等。
|      | 春   | 春   | 春   | 春     | 夏   | 夏   | 夏   | 夏     | 秋   | 秋   | 秋     | 秋     | 冬     | 冬   | 冬   | 冬     |        |
| 地點 | 三月 | 四月 | 五月 | 季平均 | 六月 | 七月 | 八月 | 季平均 | 九月 | 十月 | 十一月 | 季平均 | 十二月 | 一月 | 二月 | 季平均 | 年平均 |
| 济南 | 7.6  | 15.2 | 21.8 | 14.9   | 26.3 | 27.4 | 26.2 | 26.6   | 21.7 | 15.8 | 7.9    | 15.1   | 1.1    | -1.4 | 0.1  | 0.3    | 14.2   |
| 青岛 | 4.5  | 10.2 | 15.7 | 10.1   | 20.0 | 23.9 | 25.1 | 23.0   | 24.1 | 15.9 | 8.8    | 15.4   | 2.0    | -1.2 | 0.1  | 0.3    | 12.2   |
| 淄博 | 6.1  | 13.8 | 20.2 | 13.4   | 25.1 | 26.9 | 25.5 | 25.8   | 20.5 | 14.2 | 6.5    | 13.7   | -0.5   | -3.0 | -0.6 | -1.4   | 12.9   |
| 枣庄 | 7.5  | 14.1 | 20.0 | 13.9   | 24.9 | 26.8 | 26.3 | 26.0   | 21.3 | 15.3 | 8.0    | 14.9   | 1.5    | -0.8 | 1.5  | 0.7    | 13.9   |
| 东营 | 4.5  | 12.1 | 19.1 | 11.9   | 23.5 | 26.0 | 25.4 | 25.0   | 20.2 | 13.8 | 5.8    | 13.3   | -1.3   | -4.0 | -1.9 | -2.4   | 11.9   |
| 烟台 | 4.3  | 11.2 | 17.8 | 11.1   | 21.7 | 24.7 | 25.0 | 23.8   | 21.2 | 15.6 | 8.4    | 15.1   | 1.6    | -1.6 | -0.5 | -0.2   | 12.5   |
| 潍坊 | 5.1  | 12.5 | 19.1 | 12.2   | 23.6 | 25.9 | 25.2 | 24.9   | 20.2 | 14.2 | 6.5    | 13.6   | -0.5   | -3.2 | -1.0 | -1.6   | 12.3   |
| 济宁 | 7.3  | 14.2 | 20.2 | 13.9   | 25.4 | 26.9 | 26.0 | 26.1   | 20.7 | 14.8 | 7.1    | 14.2   | 0.4    | -1.9 | 0.9  | -0.2   | 13.5   |
| 滨州 | 5.4  | 13.0 | 19.8 | 12.7   | 24.5 | 26.5 | 25.5 | 25.5   | 20.3 | 13.9 | 5.9    | 13.4   | -0.9   | -3.8 | -1.4 | -2.0   | 12.4   |
| 德州 | 6.0  | 14.0 | 20.7 | 13.6   | 25.5 | 26.9 | 25.5 | 26.0   | 20.6 | 14.1 | 5.9    | 13.5   | -1.0   | -3.4 | -0.8 | -1.7   | 12.9   |
| 菏泽 | 7.1  | 14.3 | 20.4 | 13.9   | 25.7 | 27.0 | 25.9 | 26.2   | 20.8 | 14.7 | 7.2    | 14.2   | 0.6    | -1.7 | 1.2  | 0.0    | 13.6   |
| 聊城 | 6.9  | 14.1 | 20.5 | 13.8   | 25.6 | 26.8 | 25.6 | 26.0   | 20.5 | 14.4 | 6.6    | 13.8   | -0.1   | -2.6 | -0.2 | -0.8   | 13.2   |
| 临沂 | 6.3  | 13.3 | 19.3 | 13.0   | 23.9 | 26.2 | 25.9 | 25.3   | 21.0 | 15.0 | 7.7    | 14.6   | 1.0    | -1.5 | 0.7  | 0.1    | 13.2   |
| 泰安 | 6.3  | 13.5 | 19.4 | 13.1   | 24.7 | 26.3 | 25.4 | 25.5   | 20.3 | 14.4 | 6.5    | 13.7   | -0.3   | -2.7 | 0.1  | -1.0   | 12.8   |
| 泰山 | -1.6 | 5.6  | 11.3 | 5.1    | 15.6 | 17.8 | 17.1 | 16.8   | 12.5 | 6.8  | -0.2   | 6.4    | -6.1   | -8.6 | -6.7 | -7.1   | 5.3    |

## 行政区划

### 沿革

秦朝的郡县制是在现代山东行政区划的基础

秦朝在山东实行郡县制。汉朝曾在今山东设2个州（一级行政区）：北部的青州和南部的兖州。唐朝大部分属河南道。北宋设京东路，后分京东东、西路。金代大定八年（1168年）設置了山東東路、山東西路統軍司，「山東」一詞從此作為一個正式行政區劃的名稱開始使用。元朝（1271—1368年）设山东东西道。
明朝置山东省，后改山东布政使司，衙门驻济南府，此后，济南一直为山东省会。山东布政使司下辖6府15州89县，大部分县名沿用至今。这6府是：济南、东昌、兖州、青州、登州、莱州。此外，河间府、大名府的部分县也在今山东境内。明代在山东地区共设有鳌山卫、灵山卫、大嵩卫、威海卫等9个卫以及奇山所等10个所，由山东都指挥使司统领各卫所驻军。
清朝时山东布政使司改为山东省，行政长官称为巡抚。省下分道、州（府）、县。山东省有三道，分别是济东泰武临道、兖沂曹济道和登莱青胶道。另外，直隶的庆云县、宁津县、东明县也属于今山东。1912年中华民国成立初山东省沿旧制。1913年初，北京政府废府州，实行道县制。1927年，南京国民政府废道制，县直隶于省。1932年，南京政府颁令省以下设行政督察专员公署，为省政府派出机构，自此省县中间始有行政督察区。
1941年10月，中共政权将津浦（今京沪）铁路以西之鲁西地区与冀鲁豫边区合并，隶属于晋冀鲁豫边区政府，不再属山东行政区。1948年8月，中共撤销边区，原冀鲁豫边区鲁境除济宁、泰西两区划归山东省鲁中南行政区外，其余划属平原省。1949年3月，山东省下辖14个市（包括济南、青岛、徐州、潍坊4个省辖市）、140个县、2个办事处、2个特区。1950年，裁撤3个行政区，将16个专区合并为滕县、临沂、泰安等11个专区。1952年，平原省撤销，东部划归山东，原河北省的5个县划归山东，同时原归山东部分县划归河北和江苏。1967年，专区更名为地区，此时全省共辖德州、惠民、昌潍等9个地区，济南、青岛、淄博、枣庄4个省辖市。1981年至1992年，昌潍更名为潍坊，设立东营市，烟台、潍坊、济宁、泰安地改市，威海、日照、莱芜升级为地级市，惠民更名为滨州。2018年12月26日，国务院正式批复同意济南市莱芜市行政区划调整方案，撤销莱芜市，所辖区域划归济南市管辖。至此，全省共辖16个地级市。

### 现况
山东省现辖济南（省会）、青岛两个副省级市及14个地级市。全省设有136个县级行政区，包括58个市辖区、26个县级市、52个县；1825个乡级行政区，包括1072镇，57乡，696街道。
| 山东省行政区划图                                                                                                | 山东省行政区划图 | 山东省行政区划图 | 山东省行政区划图  | 山东省行政区划图        | 山东省行政区划图 | 山东省行政区划图 | 山东省行政区划图 | 山东省行政区划图 |
| --- | ---------------- | ---------------- | ----------------- | ----------------------- | ---------------- | ---------------- | ---------------- | ---------------- |
| 济南市 青岛市 淄博市 枣庄市 东营市 烟台市 潍坊市 济宁市 泰安市 威海市 日照市 临沂市 德州市 聊城市 滨州市 菏泽市 |                  |                  |                   |                         |                  |                  |                  |                  |
| 区划代码 | 区划名称         | 汉语拼音         | 面积 （平方公里） | 常住人口 （2020年普查） | 政府驻地         | 县级行政区划     | 县级行政区划     | 县级行政区划     |
| 区划代码 | 区划名称         | 汉语拼音         | 面积 （平方公里） | 常住人口 （2020年普查） | 政府驻地         | 市辖区           | 县级市           | 县               |
| 370000 | 山东省           | Shāndōng Shěng   | 157,901.06        | 101,527,453             | 济南市           | 58               | 26               | 52               |
| — 副省级市 — |                  |                  |                   |                         |                  |                  |                  |                  |
| 370100 | 济南市           | Jǐnán Shì        | 10,244.45         | 9,202,432               | 历下区           | 10               |                  | 2                |
| 370200 | 青岛市           | Qīngdǎo Shì      | 11,282.00         | 10,071,722              | 市南区           | 7                | 3                |                  |
| — 地级市 — |                  |                  |                   |                         |                  |                  |                  |                  |
| 370300 | 淄博市           | Zībó Shì         | 5,964.92          | 4,704,138               | 张店区           | 5                |                  | 3                |
| 370400 | 枣庄市           | Zǎozhuāng Shì    | 4,563.53          | 3,855,601               | 薛城区           | 5                | 1                |                  |
| 370500 | 东营市           | Dōngyíng Shì     | 8,243.26          | 2,193,518               | 东营区           | 3                |                  | 2                |
| 370600 | 烟台市           | Yāntái Shì       | 13,851.50         | 7,102,116               | 莱山区           | 5                | 6                |                  |
| 370700 | 潍坊市           | Wéifāng Shì      | 16,143.14         | 9,386,705               | 奎文区           | 4                | 6                | 2                |
| 370800 | 济宁市           | Jǐníng Shì       | 11,186.98         | 8,357,897               | 任城区           | 2                | 2                | 7                |
| 370900 | 泰安市           | Tài'ān Shì       | 7,761.41          | 5,472,217               | 泰山区           | 2                | 2                | 2                |
| 371000 | 威海市           | Wēihǎi Shì       | 5,796.98          | 2,906,548               | 环翠区           | 2                | 2                |                  |
| 371100 | 日照市           | Rìzhào Shì       | 5,358.57          | 2,968,365               | 东港区           | 2                |                  | 2                |
| 371300 | 临沂市           | Línyí Shì        | 17,191.21         | 11,018,365              | 兰山区           | 3                |                  | 9                |
| 371400 | 德州市           | Dézhōu Shì       | 10,357.67         | 5,611,194               | 德城区           | 2                | 2                | 7                |
| 371500 | 聊城市           | Liáochéng Shì    | 8,628.01          | 5,952,128               | 东昌府区         | 2                | 1                | 5                |
| 371600 | 滨州市           | Bīnzhōu Shì      | 9,172.19          | 3,928,568               | 滨城区           | 2                | 1                | 4                |
| 371700 | 菏泽市           | Hézé Shì         | 12,155.23         | 8,795,939               | 牡丹区           | 2                |                  | 7                |

## 政治

### 政权结构
中国共产党山东省委员会是中国共产党在山东省的领导机关，由中国共产党山东省代表大会选举产生，并在代表大会闭会期间，执行中国共产党中央委员会的指示和中国共产党山东省代表大会的决议，领导山东省的工作，定期向中国共产党中央委员会报告工作。林武是现任中共山东省委书记。山东省人民代表大会是山东省国家权力机关，成立于1954年8月17日。目前由全省16个省辖市和驻山东省人民解放军代表大会选举产生的省人大代表组成，林武是现任山东省人大常委会主任。
山东省省级地方政权最早可以上溯到明洪武元年（1368年）设立的山东行省。清朝，山东巡抚为省内最高行政长官，下设布政使、按察使分掌全省民政、财赋与司法监察。民国时期，北洋军阀、国民党、共产党先后在山东建立政权，在抗日战争期间出现过国民党政权、共产党政权和日本傀儡政权同时并存的局面。中华人民共和国成立后，山东省的最高行政机關是山东省人民政府，1955年3月改称山东省人民委员会。1967年3月成立山东省革命委员会。1979年12月，山东省革命委员会撤销，复设山东省人民政府。現任省长為周乃翔。
古代山东实行“政刑合一”的司法制度，行政长官也是司法长官，直到清末才开始建立现代司法制度。1910年8月，山东省设立提法使司。1911年1月设立山东省高等审判厅和高等检察厅，同时设立省城、济南商埠、烟台商埠地方审判厅和检察厅。同年12月，在济南成立山东模范监狱。中华民国建立后，山东的地方民事与刑事审判机关分为初级审判厅、地方审判厅、高级审判厅。中华人民共和国成立后，山东各级司法机关进行司法改革，并参与三反五反运动。目前，山东省高级人民法院是山东省最高审判机关，其上级法院是中华人民共和国最高人民法院，现任院长为霍敏。截至2018年2月，山东省共有18个中级法院，包括16个市中级人民法院和济南铁路运输中级法院、青岛海事法院两个专门法院；有156个基层法院及633处人民法庭。山东省人民检察院是法律监督机关，共有16个省辖市级院、1个铁路运输院、161个基层院。

### 对外联系
山东省对外事务由山东省人民政府外事办公室及山东省人民政府港澳事务办公室负责。从70年代末至1991年，来山东访问的外国国家元首、政府首脑及政府要员有533批，2355人。同一时期，山东也派出了许多团组到国外访问，其中副省级以上领导人带队的有44批，235人次；各市地党政领导带队的有55批，298人次出访；还有其他重要团组80批，1327人次出访。截至2003年底，有130个国家和地区到山东投资，累计批准外商投资企业38,418家，其中有112家世界500强跨国公司；另一方面，山东在海外94个国家和地区有投资，境外企业806家。至2015底，山东累计境外投资项目4,675个，投资总额383亿美元。 

#### 友好省州
自1979年10月青岛市与日本山口县下关市缔结山东省第一对友好城市以来，到2016年10月底，山东省有211对友好省州/城市（省级36对）和214对友好合作省州/城市（省级28对），友好省州总量居全国前列。目前，山东省与南澳州和巴伐利亚州的友好省州关系已经成为新型友好省州关系的示范者。山东与韩国关系密切，韩国华侨中，90%以上是山东人，而在山东的韩国人数超10万。截至2015年，山东与韩国贸易额达325亿美元，相当于韩国的第6大贸易伙伴国。2016年，山东省外贸经济逆势增长，进出口总值1.55万亿元人民币，增长3.5%；主要的进出口贸易伙伴为美国、韩国、欧盟、东盟、日本；对外贸易行业主要是汽车、机械、建材、钢铁等。

## 军事
山东战略地位重要。早在春秋战国时期齐国就修建了齐长城作为军事防御，蓬莱水城更是中国古代著名的海军基地，刘公岛则是北洋水师的基地。古代山东境内发生过许多战役战斗，著名的有齐鲁长勺之战、晋楚城濮之战、晋齐鞍之战、齐魏马陵之战、乐毅破齐和田单复齐的即墨之战、汉与齐楚联军的潍水之战、东晋灭南燕的广固之战、后唐灭后梁的中都之战、蒙金战争以及明灭元之战和靖难之役等。鸦片战争开始后，列强由山东沿海入侵中国达90多次。1927年和1928年，日军两次出兵山东，干涉中国内政，制造了五三惨案。1937年卢沟桥事变后，日军很快占领了山东全境。1938年，中華民國國軍在台兒莊发动台儿庄战役，取得胜利，这是對日抗戰爆發後國軍首次取得的勝利，给予了中国民众和抗战部队奋勇抗日的精神力量和勇气。
抗日战争时期，山东抗日武装组成国民革命军第八路军山东纵队（第一纵队），司令员徐向前、政治委员朱瑞。1949年2月，山东军区成立，1955年改编为济南军区，负责山东、河南等2个省级行政区内陆、海、空军部队作战指挥和所属部队的军事、政治、后勤工作，领导辖区内的民兵、兵役、动员工作和战场建设。也是全军战略总预备队。军区机关驻济南市。1961年10月，以济南军区动员部为基础，建立山东省军区。山东全省普遍实行民兵制度，截至1985年，全省有第一类预备役兵员约160万人，第二类预备役兵员约640万人。2012年以来，山东边防推进海陆一体管控体系建设，取得了一定成效。目前省军区司令员为邱月潮、政委是王爱国。
2016年2月1日中国五大战区成立后，山东省属北部战区的辖境。中国人民解放军北部战区陆军机关、山东省军区和中国人民武装警察部队山东省总队驻于济南。青岛是中国人民解放军北部战区海军机关驻地，中国人民解放军海军第一支驱逐舰部队于54年在此诞生，中国第一艘航空母舰辽宁号的基地与核潜艇基地也位于青岛市。潍坊是解放军第26集团军的军部驻地。火箭军第822导弹旅驻于莱芜，裝備有東風-21C導彈。2019年12月17日，山东号航空母舰正式入役。

## 经济

### 概况
山东是中国省份之一，1978年山东省地区生产总值位列全国4位。此后30年，山东地区生产总值年均增速11.6％，仅次于粤、浙、闽和蒙居全国第5位，其中1992年至1995年GDP增幅超过20％。2007年以来，山东经济总量稳居全国第3位。2014年山东GDP总量近1万亿美元，人均GDP为9,911美元。2015年山东省GDP比上年增长8.0%，GDP破6万亿人民币。2016年山东有15个省辖市进入全国百强城市名单，数量位居各省之首。2016年山东省第三产业占GDP比重首次超过第二产业。2017年山东GDP比上年增长7.4%，破7万亿人民币。
山东大型企业较多，号称“群象经济”。2003年国家统计局公布的全国2692家大企业集团的名单中，山东省有292家企业上榜，总数位居全国第一位。魏桥创业和山东能源两家企业曾于2012年首度入围财富世界500强榜单。其他的大型企业还有海尔集团、兖矿集团、海信集团、鲁商集团等。
2019年生产总值达人民币7.1兆，位列全国第三名，人均地区生产总值位居第10位。2023年，山东省生产总值达人民币92068.7亿元，位列全国第三名，人均地区生产总值位居第11位。
| 1952年至今的山东省GDP数据 (SNA2008) (国际元基于IMF WEO2017年10月 |            |            |                                  |              |                               |                               |                               |
| 年份                                                             | GDP        | GDP        | GDP                              | GDP          | 人均 GDP (GDPpc) 基于年中人口 | 人均 GDP (GDPpc) 基于年中人口 | 人均 GDP (GDPpc) 基于年中人口 |
| 年份                                                             | GDP (百万) | GDP (百万) | GDP (百万)                       | 实际增长 (%) | GDPpc                         | GDPpc                         | GDPpc                         |
| 年份                                                             | CNY        | USD        | PPP (Int'l$.)Geary–Khamis dollar | 实际增长 (%) | CNY                           | USD                           | PPP (Int'l$.)                 |
| 2016                                                             | 6,802,449  | 1,024,110  | 1,943,057                        | 7.6          | 68,733                        | 10,348                        | 19,633                        |
| 2015                                                             | 6,393,074  | 1,026,439  | 1,801,120                        | 8.0          | 65,114                        | 10,454                        | 18,345                        |
| 2014                                                             | 6,030,036  | 981,643    | 1,698,410                        | 8.7          | 61,774                        | 10,056                        | 17,399                        |
| 2013                                                             | 5,602,372  | 904,601    | 1,566,265                        | 9.6          | 57,702                        | 9,317                         | 16,132                        |
| 2012                                                             | 5,071,045  | 803,334    | 1,428,142                        | 9.9          | 52,490                        | 8,315                         | 14,783                        |
| 2011                                                             | 4,543,951  | 703,529    | 1,296,235                        | 10.9         | 47,416                        | 7,341                         | 13,526                        |
| 2010                                                             | 3,962,074  | 585,283    | 1,196,784                        | 12.3         | 41,579                        | 6,142                         | 12,559                        |
| 2009                                                             | 3,425,154  | 501,413    | 1,084,768                        | 12.2         | 36,270                        | 5,310                         | 11,487                        |
| 2008                                                             | 3,123,138  | 449,689    | 983,108                          | 12.1         | 33,253                        | 4,788                         | 10,467                        |
| 2007                                                             | 2,599,074  | 341,804    | 862,076                          | 14.3         | 27,833                        | 3,660                         | 9,232                         |
| 2006                                                             | 2,205,967  | 276,721    | 766,573                          | 14.7         | 23,775                        | 2,982                         | 8,262                         |
| 2005                                                             | 1,849,700  | 225,802    | 646,974                          | 15.1         | 20,075                        | 2,451                         | 7,022                         |
| 2000                                                             | 833,747    | 100,714    | 306,604                          | 10.3         | 9,326                         | 1,127                         | 3,430                         |
| 1990                                                             | 151,119    | 31,594     | 88,758                           | 5.3          | 1,815                         | 379                           | 1,066                         |
| 1980                                                             | 29,213     | 19,496     | 19,534                           | 12.2         | 402                           | 268                           | 269                           |
| 1978                                                             | 22,545     | 14,498     |                                  | 10.1         | 316                           | 203                           |                               |
| 1970                                                             | 12,631     | 5,131      |                                  | 15.7         | 199                           | 81                            |                               |
| 1965                                                             | 8,625      | 3,504      |                                  | 22.0         | 152                           | 62                            |                               |
| 1957                                                             | 6,139      | 2,358      |                                  | -3.5         | 116                           | 45                            |                               |
| 1952                                                             | 4,381      | 1,971      |                                  |              | 91                            | 41                            |                               |

柱状图

### 第一產業
山东是中国最重要的农业省，农林牧副渔产值长期位居全国首位，是重要的粮棉油肉蛋奶的产地，农业产业化程度极高，农产品出口额连续几十年居首位。山东省的粮食作物种植大致分夏、秋两季。夏粮主要为冬小麦，秋粮主要是玉米、番薯、大豆、水稻、小米、高粱和小杂粮。其中小麦、玉米、番薯是山东的三大主要粮食作物。寿光是中国冬暖式蔬菜大棚的发源地和最大的蔬菜生产批发基地，被国务院命名为“中国蔬菜之乡”。目前寿光蔬菜已销往全国30多个省市自治区的200多个大中城市，并远销日本、韩国、俄罗斯等国。
山东不仅栽培植物、饲养畜禽品种资源丰富，而且可资利用的野生动植物资源也很丰富。在植物资源中，有小麦、玉米、番薯等粮食作物和棉花、花生等经济作物40多种，有蔬菜、瓜类60多种，有林木、果树、茶树、桑树、柞岚等木本植物660多种，有淀粉糖类、脂肪油类、纤维类、芳香油类、鞣酸栲胶类、药用类、土农药类等野生经济植物1350多种。2013年，沾化冬枣、章丘大葱、日照绿茶、烟台苹果、金乡大蒜、荣成海带、平邑金银花、胶州大白菜、肥城桃被评为“山东省十大地理标志商标”。在动物资源中，有家畜、家禽等饲养动物10多种，有中小型哺乳兽类55种，有留鸟、夏候鸟、冬候鸟、旅鸟270多种，有害虫天敌563种，有农业害虫763种。此外还有内陆水生维管束植物30多种，内陆淡水鱼70多种。
渔业是山东省传统优势产业。2014年，山东省水产品总产量达900多万吨，渔业经济总产值达3600亿元，渔业养殖面积达1200多万亩。刺参、海带、对虾、鮃鲽鳎、贝类、大闸蟹等是山东海水养殖优势主导产业，甲鱼、乌鳢、螭霖鱼、泥鳅、大银鱼等地方特色品种发展迅速。

### 第二產業
山东工业发达，多年来工业增加值位居全国第二，长期依靠着自然资源的优势，重化工结构以油、盐和石化等产业为基础。鲁南和鲁西南为省内煤化工和冶炼企业主要分布地。2015年，全省工业生产总值达到2.6万亿元，占全省生产总值的41.3%。规模总量和经济效益均居全国第二位。其中，高新技术产业占比为32.5%，装备制造业占比为28.5%。
山东工业的发展重点是交通运输设备、电子信息及家电、纺织服装、化工医药和食品产业。其中重工业占工业总产值约68%，大型企业有中国宏桥、山东钢铁、日照钢铁、胜利油田、兖矿集团、济南轻骑等。中车四方是中国国内研发与制造轨道交通车辆产品种类最齐全的企业，具备年产160列高速动车组的制造能力，产品出口新加坡、香港等地。同时，山东也有多家大型轻工业企业和多个知名品牌，如魏桥纺织、浪潮集团、海尔电器、海信集团、青岛啤酒、晨鸣纸业等。山东有景芝酒业、兰陵等多个白酒制造企业，张裕葡萄酒是世界第十大葡萄酒生产商。

### 第三產業
2015年，山东省服务行业产值佔经济总值的45.3%。2012年，服务业增加值占GDP的比重达到40%，金融业增加值为2019亿元，同比增长19%；房地产业增加值2016亿元，增长6.5%；旅游总收入4519.7亿元，软件业规模以上企业软件业务收入1737.9亿元。2015年，山东金融业增加值占山东省GDP比重为5%，金融业地方税收占全部地方税收的比重为10.7%，是山东经济的支柱产业。2018年，全年三产业结构调整为6.5：44.0：49.5，服务业对经济增长的贡献为60%。
山东省的旅游线路主要为两条，一是西部的“一山一水一圣人”线路，其中“一山”指泰山、“一水”指现为黄河山东段的古济水流域，“一圣人”指孔子。二是东部的海滨休闲游，包括青岛、蓬莱、长岛等旅游景点。此外，山东省每年组织许多旅游节庆活动，如青岛国际啤酒节、濰坊國際風箏會等。2015年，山东省内旅游消费总额7062亿元，其中入境游客消费28.9亿美元，国内游客消费6505.1亿元。截至2015年3月，山东省有星级饭店752家。

## 交通

### 鐵路
山东省第一条铁路，是胶澳租界至济南的胶济铁路，1904年建成通车。目前，山东境内南北走向的主要有京沪铁路、京九铁路、京滬高速鐵路、藍煙铁路等鐵路。東西走向的主要有膠濟鐵路、胶济客运专线等鐵路。2006年膠濟鐵路電氣化改造完成，成為山東省的第一條電氣化鐵路，2008年建成胶济客运专线，实现了客货分运，最高时速可以达到200公里。京沪高速铁路纵贯山东省西部，设计时速350公里。此外还有河北省石家庄至德州的石德铁路、邯郸至济南的邯济铁路，河南新乡至兖州的新兖铁路，以及省内兖州至日照的兖石铁路等。
济西站是山东省最大的铁路枢纽站，其匯通的鐵路線是：濟南枢纽（京滬-膠濟-邯济）。其他还有：青岛枢纽（胶济-胶新-胶黄-蓝烟）、德州枢纽（京滬-石德，北京铁路局管）、兖州枢纽（京滬-新兖-兖石）、菏澤枢纽（京九-新兖）。按照铁道部的划分，山东省内现有特等火车站4个，分别为济南站（客货运车站）、济西站（全国十大路网级货运编组站之一）、济南西站（京沪高速铁路客运车站）、青岛站（客运车站）。济南东站是山东最大的铁路站。济南铁路局在2008年调整后管辖山东全省大部分地区的干支线铁路网及渤海铁路轮渡。

### 公路

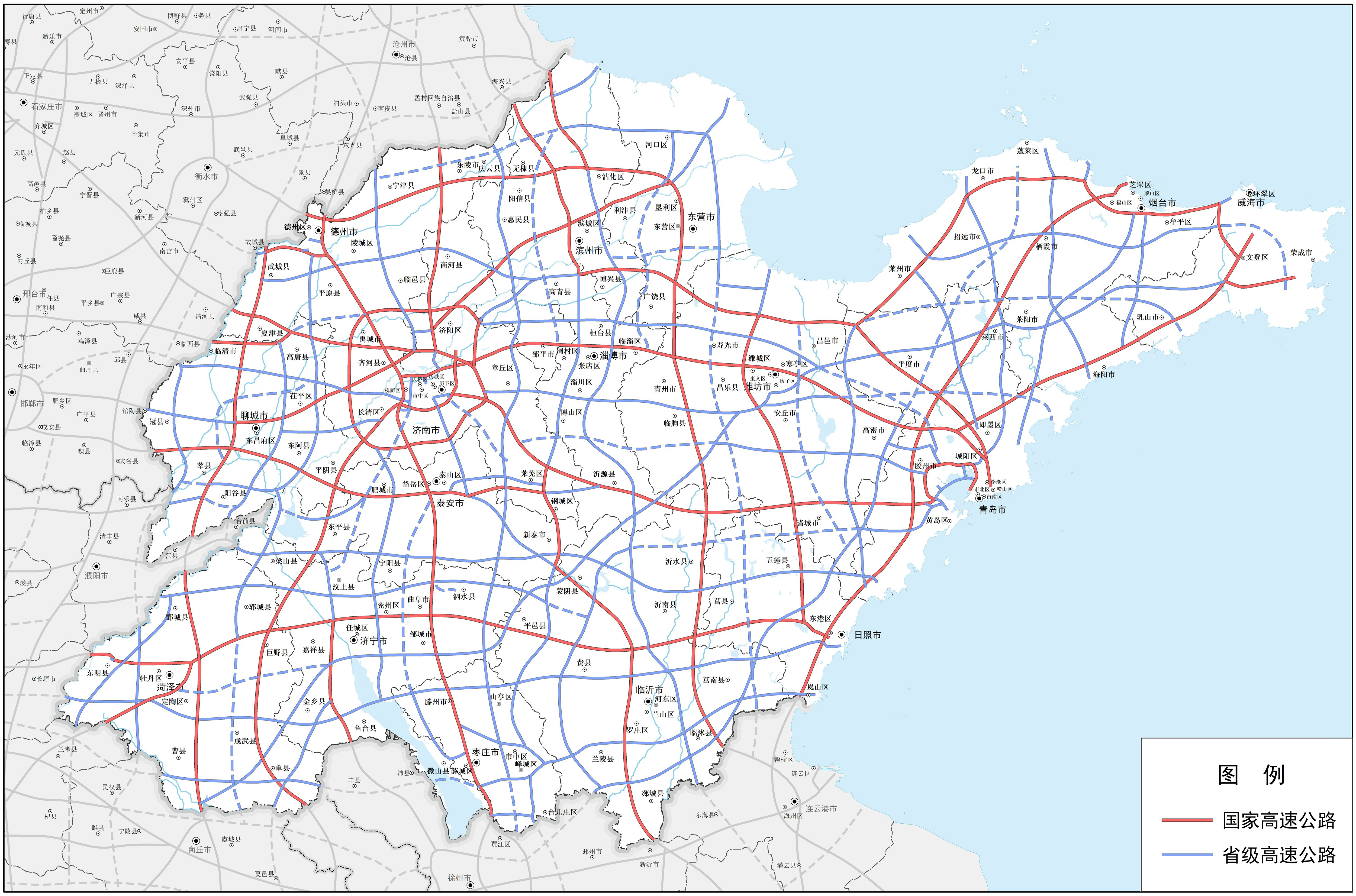
山東省高速公路網行政等級規劃示意圖（2023年）

山东于1993年建成第一條濟青高速公路。逐步发展至「三縱兩橫」網絡，即：南北向的京福、京滬、沈海三線與東西向的青兰、青銀兩線。截至2013年底，全省公路通车总里程达25.28万公里。全省16市均以高速公路相连，总里程超过5000公里，通达128个县市区，“五纵四横一环八连”高等级公路网主骨架初步形成，全省多數城市之間可在半日互達。根据2014年11月《山东省高速公路网中长期规划(2014－2030年)》，山东省高速公路网布局调整为“九纵五横一环七连”(简称“9517网”)，总里程约8300公里。
依托一流的密集的优质公路网，山东的公路客运极其发达，全省有等级客运站1425个、货运站490个。全省营运性汽车发展到113.2万辆，其中客车3.2万辆、货车110万辆。济南长途汽车总站是全国最大的客运站之一，日均发送旅客7万人次，春运时期可达到15万人次。这里有发往全省各地的班车，包括发往北京、天津、河南、河北、东北、上海、内蒙、湖北、陕西、山西、新疆等地的车次。
| 山东省境内主要的高速公路（2014-2030） | 山东省境内主要的高速公路（2014-2030） | 山东省境内主要的高速公路（2014-2030） |
| ------------------------------------- | ------------------------------------- | ------------------------------------- |
| 纵线一                                | 沈海高速公路                          | 烟台-日照（鲁苏界）                   |
| 纵线一支线                            | 蓬栖高速公路                          | 蓬莱-栖霞                             |
| 纵线二                                | 潍日高速公路                          | 潍坊-日照                             |
| 纵线三                                | 长深高速公路                          | 无棣（冀鲁界）-青州-临沭（苏鲁界）    |
| 纵线四                                | 秦滨高速公路、 京沪高速公路           | 沾化（冀鲁界）-淄博-临沂（鲁苏界）    |
| 纵线五                                | 滨莱高速公路                          | 无棣（冀鲁界）-莱芜-台儿庄（鲁苏界）  |
| 纵线六                                | 京沪高速公路                          | 乐陵（冀鲁界）-济南-临沂（鲁苏界）    |
| 纵线七                                | 京台高速公路                          | 德州（冀鲁界）-泰安-枣庄（鲁苏界）    |
| 纵线七并行线                          | 济泰高速公路                          | 济南-泰安                             |
| 纵线七支线                            | 泰新高速公路                          | 泰安-新泰                             |
| 纵线七支线                            | 峄城支线                              | 峄城                                  |
| 纵线七支线                            | 微山支线                              | 微山                                  |
| 纵线八                                | 济砀高速公路                          | 德州（冀鲁界）-东阿-单县（鲁皖界）    |
| 纵线九                                | 德上高速公路                          | 德州（冀鲁界）-商丘（鲁豫界）         |
| 纵线九支线                            | 阳安高速公路                          | 莘县-南乐（鲁豫界）                   |
| 横线一                                | 荣乌高速公路                          | 威海-德州（鲁冀界）                   |
| 横线一支线                            | 新潍高速公路                          | 新河                                  |
| 横线二                                | 青银高速公路                          | 青岛-夏津（鲁冀界）                   |
| 横线二支线                            | 青新高速公路                          | 青岛-新河                             |
| 横线二支线                            | 济南绕城一环线                        | 济南                                  |
| 横线二支线                            | 济南绕城二环线                        | 齐河-长清-章丘                        |
| 横线二支线                            | 高邢高速公路                          | 高唐-临清（鲁冀界）                   |
| 横线三                                | 青兰高速公路（ 莱泰高速公路）         | 青岛-泰安-聊城（鲁冀界）              |
| 横线四                                |                                       | 董家口-范县（鲁豫界）                 |
| 横线五                                | 日兰高速公路                          | 日照-菏泽-兰考（鲁豫界）              |
| 横线五支线                            | 菏宝高速公路（ 荷东高速公路）         | 菏泽-东明（鲁豫界）                   |
| 环线                                  | 荣乌高速公路                          | 威海-烟台-潍坊-东营-滨州              |
| 环线                                  | 滨德高速公路                          | 滨州-德州                             |
| 环线                                  | 德上高速公路                          | 德州-聊城-菏泽                        |
| 环线                                  | 岚曹高速公路                          | 菏泽-济宁-枣庄-临沂-日照              |
| 环线                                  | 沈海高速公路                          | 日照-青岛                             |
| 环线                                  | 威青高速公路                          | 青岛-烟台-威海                        |
| 连线一                                | 烟海高速公路                          | 烟台-海阳                             |
| 连线二                                | 龙青高速公路                          | 龙口-青岛                             |
| 连线三                                | 荣潍高速公路                          | 荣成-潍坊                             |
| 连线四                                | 东吕高速公路、 济聊高速公路           | 东营-济南-聊城-馆陶（鲁冀界）         |
| 连线五                                | 济广高速公路                          | 济南-菏泽-商丘                        |
| 连线六                                | 济徐高速公路                          | 济南-徐州（鲁苏界）                   |
| 连线七                                |                                       | 濮阳-阳新（山东段）                   |
| 疏港路                                | 东营港疏港高速公路                    | 东营                                  |
| 疏港路                                | 烟台莱州港区疏港高速公路              | 莱州                                  |
| 疏港路                                | 烟台西港区疏港高速公路                | 烟台                                  |
| 疏港路                                | 青岛前湾港区1号疏港高速公路           | 青岛                                  |
| 疏港路                                | 青岛前湾港区2号疏港高速公路           | 青岛                                  |
| 疏港路                                | 青岛前湾港区3号疏港高速公路           | 青岛                                  |
| 疏港路                                | 日照石臼港区疏港高速公路              | 日照                                  |

| 国道 | 北京-福州、 北京-珠海、 烟台-上海、 秦皇岛-深圳、 烟台-汕头、 东营-深圳、 青岛-石家庄、 荣成-兰州、 菏泽-连云港 |

### 航空
山東省民航在2014年初步形成济南、青岛两个干线机场和烟台、济宁、临沂、威海、东营、潍坊6个支线机场共同发展的格局。此外，2002年建成通航的蓬莱沙河口机场主要用于试飞、训练和旅游，日照山字河机场于2015年12月22日投入使用，青岛胶东国际机场于2021年8月12日投入运营。2014年山东省航空旅客吞吐量首次超过3000万人次，货邮吞吐量达35万吨，其中青岛机场旅客吞吐量超过1000万人次。2008年山东开通台湾直航，目前有济南、青岛、烟台和威海四个直航点，共10条航线，每周往返52个航班，运力达到每天往返1000多人次。
山东航空公司成立于1994年，目前经营220多条航线，每周700多个航班飞往全国40多个大中城市。截至2018年3月，山东航空公司运营114架波音737系列飞机，平均机龄为5.0年。

### 海运
山东主要有青岛、烟台、东营、潍坊、日照、威海、龙口、羊角沟等港口，2012年吞吐量突破10亿吨。其中，青岛港由青岛大港港区、黄岛油港区、前湾港区和董家口港区等四大港区组成。2015年完成吞吐量4.85亿吨，集装箱完成1743.5万标准箱，均居世界第七位。截至2015年12月31日，青岛港有75个泊位，与全世界180多个国家及地区的700多个港口通航。烟台港拥有芝罘湾港区、西港区、龙口港区、蓬莱港区等四个港区，控制着山东半岛北部百余公里的海岸线，有各类泊位98个。2015年货物吞吐量突破2.5亿吨，完成集装箱吞吐量245.2万标箱，位列全国第16名。东营港有56个泊位，2015年吞吐量达到600万吨。

### 城市轨道系统
截至2023年12月，山东省内运营的城市轨道系统有青岛地铁和济南地铁。青岛地铁现有运营路线7条（运营里程约315公里）。济南地铁于2015年开始施工，2019年4月1日1号线正式运营，现有运营线路3条（84.25公里）。此外，烟台、临沂、淄博等市正在规划或等待审批相关事务。

## 人口

### 统计
山东省较为确切的人口统计数字始于汉代，此后的发展可分为四个阶段。从公元2年，今山东省域人口为1200余万，至1830年始突破3000万为第一阶段。1841年至1949年为第二阶段，山东人口平缓发展，至1949年达到4500万。五六十年代山东人口高速发展，七八十年代实行计划生育，到1988年达到8000余万。2010年人口普查显示，山东全省常住人口为9579.31万人。2015年，山东全年出生人口123.58万人，年末常住人口达到9847.16万人。其中，0-14岁人口占总人口的16.62%，15-64岁人口占71.17%，65岁及以上人口占12.21%。2017年末山东省常住人口超过1亿，仅次于广东省，位居全国第二。
2010年人口普查结果显示，具有大学受教育程度的为832.87万人，具有高中受教育程度的为1332.26万人，具有初中受教育程度的为3846.82万人，具有小学受教育程度的为2391.24万人，文盲人口为475.73万人，文盲率为4.97%。山东省义务教育实现较高水平，2016年全省小学学龄儿童净入学率为99.97%，义务教育巩固率为97.2%。
截至2014年底，全省有80岁以上老年人达261.5万，100岁以上老年人达5932人。2000年平均预期寿命是73.42岁，2010年达到76.46岁，2016年有望达到78岁。2009年莱州市被中国老年学学会评为“中国长寿之乡”。这是中国第十个、山东省第一个，也是中国北方第一个长寿之乡。
截至2015年3月份，山东省境内有55个少数民族，常住人口72万人，占全省总人口的0.75%。其中，回族人口54万人，占全省少数民族总人口的75%。省内共有四个回族乡镇，分别是淄博临淄区金岭镇、德州禹城市十里望镇、聊城莘县张鲁镇和菏泽曹县侯集镇。
2021年5月21日，山东省第七次全国人口普查主要数据情况公布。数据显示，全省常住人口10152.7万人。其中，汉族人口10062.2万人，占99.11%，各少数民族人口90.5万人，占0.89%。16个地级市中，2个人口突破1000万，分别是临沂市1101.8万人、青岛市1007.2万人。全省常住人口中，男性人口5143.3万人，占50.66%；女性人口5009.5万人，占49.34%。总人口性别比为102.67，出生人口性别比为111.95。全省常住人口中，0-14岁人口为1906.3万人，占18.78%；15-59岁人口为6124.4万人，占60.32%；60岁及以上人口为2122.1万人，占20.90%，其中65岁及以上人口为1536.4万人，占15.13%。全省常住人口中，拥有大学文化程度的人口为1460.3万人，拥有高中（含中专）文化程度的人口为1455.3万人，全省15岁及以上人口的平均受教育年限为9.75年，文盲率为3.26%。全省常住人口中，居住在城镇的人口为6401.4万人，占63.05%；居住在乡村的人口为3751.3万人，占36.95%。
另外，山东省青岛市也是在华韩国人的主要聚集区，约有人口10万余人，佔全國人口約7.19%
截至2022年末，山东省常住人口10162.79万人。其中，0-14岁人口占总人口的17.86%，15-64岁人口占65.42%,65岁及以上人口占16.72%。常住人口城镇化率为64.54%，比上年末提高0.60个百分点。

### 宗教
山東宗教
山东省现在主要有佛教、道教、伊斯兰教、天主教和基督新教五种宗教。其中佛教和道教在山东有千年以上历史。山东是道教发祥地之一，许多原生的信仰、神话、道派发源于此、兴盛于此。例如：以齐国姜尚为主的道教信仰、以三神山和八仙过海为主要内容的蓬莱神话、以求仙长生为目的的方仙道、以圆融三教内丹修炼为旗帜的全真道、以东岳大帝和碧霞元君为中心的朝山进香活动等等。伊斯兰教主要自13世纪随回族穆斯林徙居山东后发展的。山东现存清真寺绝大多数为明、清以来建筑，具有较高的考古价值，一部分被列为省、市、县甚至是全国重点文物保护单位。天主教和基督新教主要是在鸦片战争后迅速传播起来的。
截至2015年3月份，全省正式登记的宗教活动场所有4961处，其中寺观教堂1285处，其他固定处所3676处；宗教教职人员6599人，其中经省宗教局认定备案的3456人；宗教院校3所，分别是山东湛山佛学院、山东神学院、山东天主教圣神修院。全省性爱国宗教团体7个，分别是省佛教协会、省道教协会、省伊斯兰教协会、省天主教爱国会和天主教教务委员会、省基督教三自爱国运动委员会和基督教协会。截至2010年，信奉中国民间信仰的人数占全省总人口的25.28%，基督宗教占1.21%， 伊斯兰教0.55%，其他宗教或无宗教信仰者占80.05%。
山东省民族宗教事务委员会，编制为山东省政府组成部门，由中共山东省委统战部负责领导，简称省民族宗教委。下属的“民族一处”负责少数民族社会事业发展相关工作，“民族二处”负责少数民族经济发展相关工作；“宗教一处”承办天主教、基督新教事务管理工作，“宗教二处”承办佛教、道教、伊斯兰教事务管理工作。

### 山东方言
| 东区     | 东区     | 西区     | 西区     |
| -------- | -------- | -------- | -------- |
| 东莱区   | 东潍区   | 西齐区   | 西鲁区   |
| 胶辽官话 | 胶辽官话 | 冀鲁官话 | 中原官话 |

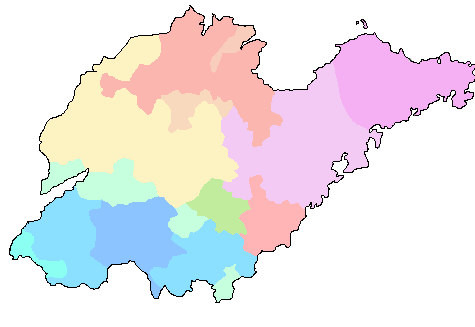
《中国语言地图集》对山东方言的划分
胶辽官话登连片
胶辽官话青州片
冀鲁官话（北为阳寿片，南为沧惠片，受胶辽官话影响）
冀鲁官话章利片
冀鲁官话
冀鲁官话（受中原官话影响）
中原官话（受冀鲁官话影响）
中原官话洛徐片
中原官话郑曹片
中原官话蔡鲁片

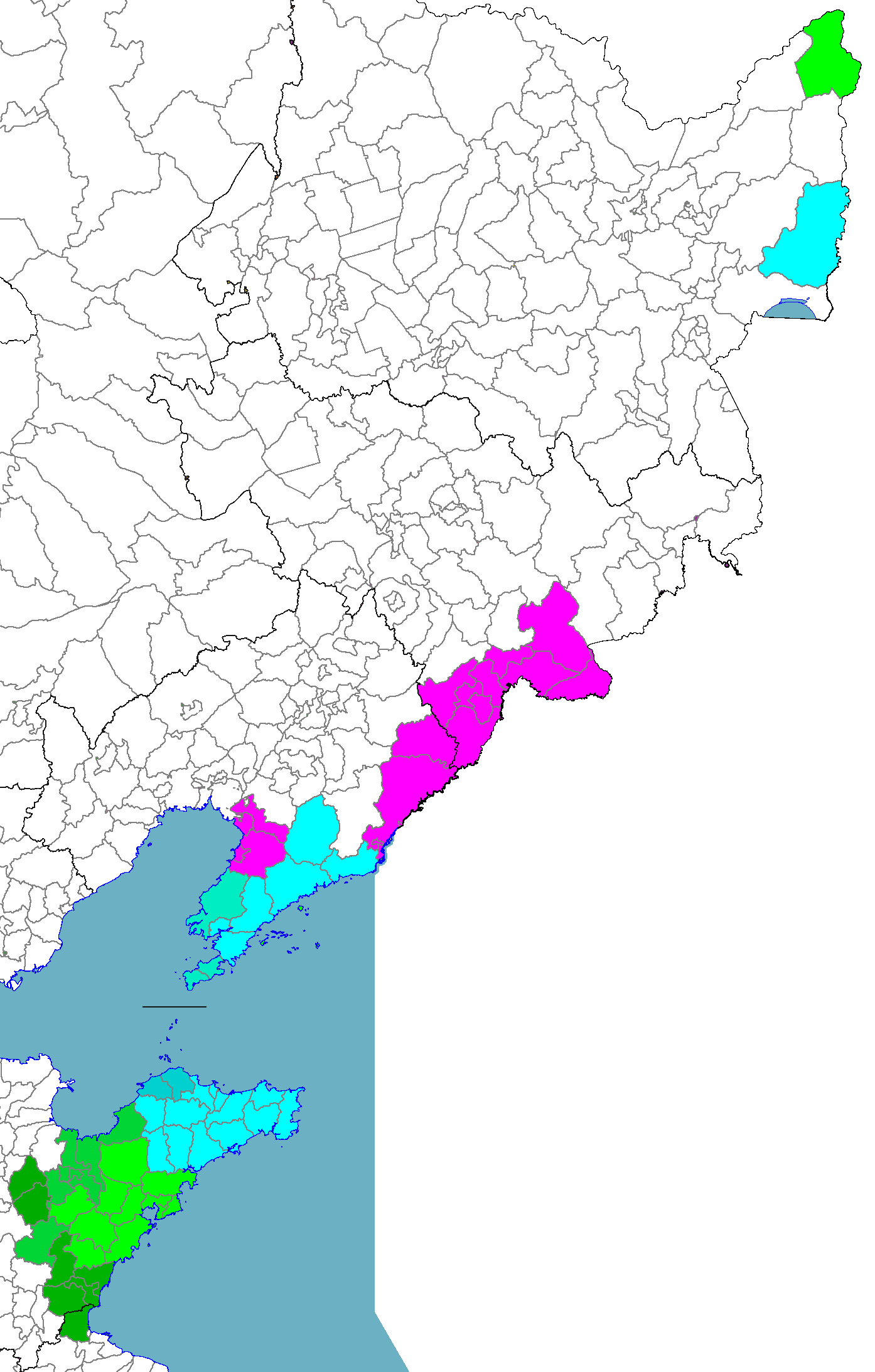
胶辽官话地图

山东方言历史悠久，早在西汉时期在今日山东境内，就存在着齐、鲁、东齐三个方言区。现代的山东方言均属官话，在语音、词汇、语法方面有所差异。语音方面，声母比较丰富，韵母趋于简化，声调调类趣简、调型相似；词汇方面，同实异名、多音节化和保留古语；语法方面，代词、某些虚词以及比较句式表示法比较特别。
钱增怡等学者将山东方言分成两大区和四小区，而李荣则分成冀鲁官话、中原官话和胶辽官话三个区。侯宝林学说的山东话则是胶辽官话，而山东快书用的山东话则属于冀鲁官话。
冀鲁官话使用者约4000余万，包括沧惠片、石济片和章利片，山东省内石济片均属聊泰小片（如：济南话），而沧惠片还包括阳寿小片和黄乐小片（如：无棣话）等；
山东境内的中原官话使用者逾2000万，依据贺巍等学者的研究，山东境内的中原官话均属兖菏片，而《中国语言地图集》则认为山东境内的中原官话分属郑曹片、洛徐片、蔡鲁片等片区；
胶东方言则比较复杂，是在华北以及东北的官话区内与普通话差别最大的方言群体。胶东方言在东北地区也有分布（详见右图）。山东境内的胶辽官话包括登连片、青莱片两片，使用者约有3000多万。其中青莱片内又分青岛小片、青朐小片、莱昌小片和莒照小片四小片区:11。

## 风俗文化

### 发展过程

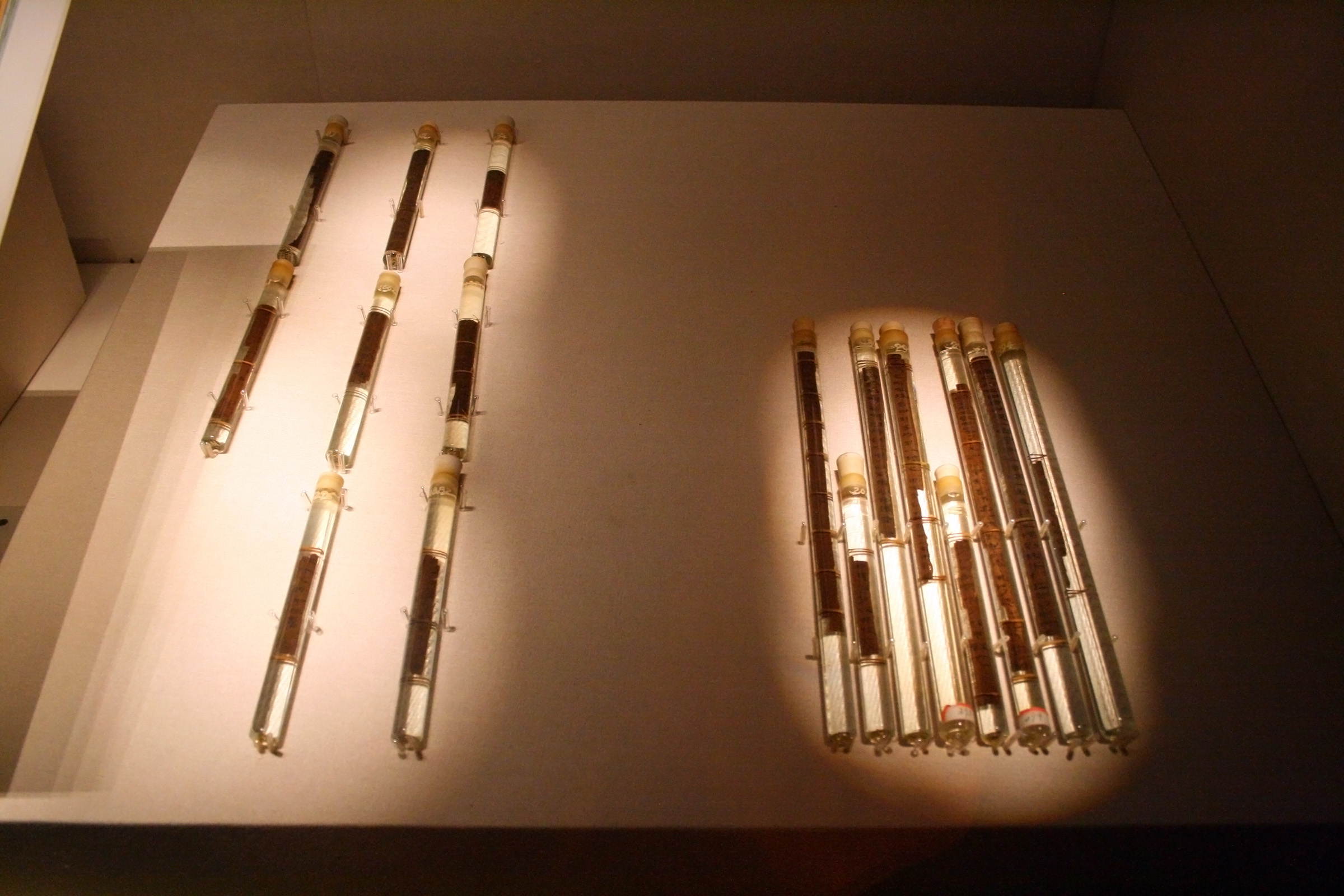
银雀山汉墓出土的《孙子兵法》竹简

史前时期的山东文化称为东夷文化，是中国最古老的文明之一。东夷人的文字可能是商代甲骨文的重要来源之一，其中的“旦、斤、皇、封、酒、拍”等文字沿用至今。据中国典籍记载，东夷人发明了弓箭，拥有很高的制陶技术，同时也是中国最早使用铜和铁的部族。龙山文化的研究表明，东夷人也是礼制的发明者，这表明其社会阶级和国家的形成。中国考古学家俞伟超认为“如果不是4000多年前的那场大洪水，东夷人可能会建立中国最早的王朝。”有人认为，当时的大洪水导致了山东境内沼泽遍布，阻隔了山东和中原的道路，使得其无法投射影响力。
自西周初年齐、鲁建国至春秋，是齐文化（胶东文化）与鲁文化（鲁西文化）的形成时期。其中，齐文化以东夷文化为主、以周文化为辅，而鲁文化则以周文化为主、以东夷文化为辅。齐国文化偏功利或理性，因而出现了兵家（孙武、孙膑）、天文学家（甘德、邹衍）、医学家（扁鹊）、逻辑学家（公孙龙）、阴阳家（邹奭），以及道家、名家、法家、农家、纵横家等重实利型的诸子百家；而鲁文化则偏重仁德型和理想型，出现了主张非攻、尚义、节俭等思想的儒家和墨家。在战国时期，齐鲁文化逐渐融合成一种新的地域文化，其中儒学占了很大部分。
秦汉时期，儒学体系得到汉武帝的认可，经“罢黜百家，独尊儒术”后，成为后来中国社会框架与价值观的基石。东汉末年，山东又出现了两位著名的大经学家何休和郑玄。东晋南朝时期流寓江南的著名士族如琅琊王氏、兰陵萧氏、高平郗氏、琅琊颜氏和泰山羊氏都来自齐鲁之乡。魏晋之后，齐鲁文化逐渐失去其独立性。

### 文学艺术
山东地区的文学大多反映儒家思想，孔子提出诗歌的“兴、观、群、怨”说，奠定了中国古代传统诗学理论的基础。秦汉以来，山东地区的文学家有建安时代的孔融、王粲，西晋的左思，东晋的王羲之，南朝的鲍照、何逊，北齐的颜之推，唐五代的段成式，宋元时期的晁补之、李清照、辛弃疾，明清时期的李开先、李攀龙、孔尚任，以及罗贯中、蒲松龄等小说名家；山东的经典著作有《诗经》、《春秋》、《国语》、《左传》、《论语》、《孟子》等。
山东民歌代表作有汉代的《梁父吟》、清代的白雪遗音，以及现代的《沂蒙山小调》等。地方曲艺形式有山东梆子、山东快书、吕剧等，山东大鼓和鲁西南鼓吹乐更名列第一批国家级非物质文化遗产名录。山东戏剧著名曲目有李开先的《宝剑记》、孔尚任的《桃花扇》等。
当代山东文艺界知名人士有歌唱家彭丽媛（郓城）、主持人倪萍（荣成）、演员巩俐（济南）、黄渤（青岛）、作家莫言（高密）张炜（黃縣）等。其中彭丽媛是中国大陆第一位民族声乐硕士，现任中国人民解放军艺术学院院长；倪萍曾连续13年主持中国中央电视台春节联欢晚会，2000年转向影视方面发展后以《美丽的大脚》拿下了中国电影金鸡奖最佳女主角；巩俐曾获第49届威尼斯国际电影节最佳女演员、两届中国电影金鸡奖最佳女主角、第26屆香港電影金像獎最佳女主角等多个海内外演技大奖。黄渤凭借《鬥牛》、《冰之下》分别獲得2009年、2017年金马奖最佳男主角，凭借《亲爱的》获得2015年香港电影金像奖最佳男主角，并于2016年成为索尼音乐娱乐旗下歌手；莫言因為其“以幻觉现实主义融合了民间故事、历史与当代”而获得2012年诺贝尔文学奖，成为首位获得该奖的中国作家。

### 饮食文化
鲁菜在春秋时期已有记载，宋代以后成为北方菜的代表，明、清两代，鲁菜為宫廷御膳主体，极大地影响了北京、天津、河北和东北的菜式。鲁菜中名气较大的有济南菜、胶东菜以及孔府菜。其中，济南菜擅长爆、烧、炸、炒，口味偏重；胶东菜起源于福山（烟台市辖区），主要流行于青岛、烟台、威海以及大连，以烹饪海鲜见长，口味以鲜嫩为主，偏重清淡，讲究原汁原味；孔府菜则以用料考究、製作精細、自成一格和風味獨特而聞名天下。同时，山东各地菜式各有千秋，均依当地物产有自己的独特风格。山东的传统名菜有糖醋黄河鲤鱼、葱烧海参、木须肉、扒原壳鲍鱼、九转大肠、炸荷花、济南烤鸭、拔丝地瓜、四喜丸子、博山酥锅等。“德州扒鸡制作技艺”和“龙口粉丝传统手工生产技艺”还是国家级非物质文化遗产。
受传统宗法社会残余的影响，山东的酒桌上较为注重礼节,主方最高地位者称为“主陪”，坐在房间门口的正对面；主陪的右手边是“主宾”，是客方里面地位最高者；主陪的左手方是“副主宾”；而“副陪”坐在主陪的对面，即背对门口，负责劝酒。上菜、倒茶、倒酒等都是从主宾位置开始。近几十年来，随着传统宗法社会的逐步彻底解体，此类劝酒习俗已经在年轻人中绝迹，仅在中老年人和部分贫困地区中出现。

### 名胜古迹
山东省主打五张“旅游名片”，分别是：“齐鲁大地”、“孔孟之乡”、“海岱胜境”、“红色圣地”和“好客山东”。这里有四五千年以前的大汶口文化和龙山文化时期的石器、玉器、陶器和原始文字，有数量众多的名胜古迹；这里有孔孟等历史先贤的故里；还有泰山、黄河、海滨等自然风光；此外山东还是沂蒙精神的诞生地，有战争年代留下的革命文物等。东方圣地、仙境海岸、平安泰山、泉城济南、齐国故都、鲁风运河、水浒故里、黄河入海、亲情沂蒙、鸢都龙城是山东省十大文化旅游目的地品牌。
截至2011年6月，山东有博物馆96个，公共图书馆147个，群众艺术馆、文化馆156个。其中青岛市博物馆、中国海军博物馆、中国甲午战争博物馆、青州市博物馆、山东博物馆、烟台市博物馆和潍坊市博物馆为国家一级博物馆。截至2015年12月，山东有国家级旅游资源446处。其中历史文化名城10处；重点文物保护单位196处；国家级风景名胜区5处；国家级自然保护区7处；国家森林公园42处；国家地质公园13处；国家级非物质文化遗产173项。全省共有A级景区783处，其中国家5A级旅游景区11处，另有多处山东省文物保护单位（列表）。部分景点列表如下：
- 5处国家重点风景名胜区：泰山、崂山、胶东半岛海滨、博山、青州、千佛山
- 7处国家级自然保护区：马山国家级自然保护区、黄河三角洲、长岛、山东山旺国家地质公园、滨州贝壳堤岛与湿地、荣成大天鹅、昆嵛山
- 10座国家历史文化名城：曲阜、济南、青岛、聊城、邹城、临淄、泰安、蓬莱、烟台、青州[299]
- 42处国家森林公园：崂山、抱犊崮、泰山、腊山等[300]
- 13处国家地质公园：山旺国家地质公园、泰山国家地质公园、长山列岛国家地质公园、青州国家地质公园等
- 11处国家5A级旅游景区：蓬莱阁、曲阜明故城（三孔）、泰山、崂山、龙口南山、刘公岛、台儿庄古城、济南天下第一泉风景区（趵突泉-大明湖-五龙潭-环城公园）、沂蒙山、青州古城、华夏城

## 社会

### 科研教育
晚清以前，山东除秦朝和晋朝末期等少数几个时期外，教育兴盛。春秋时期，孔子开创私学。北宋时，山东首创学田制度，促进了学校教育。明清时期私学、官学、书院兴盛。清雍正时期，山东有书院75所，其中官办61所。戊戌维新运动之后，山东成立中国第一所省立大学。
晚清时期，西方教会教育对山东教育影响较大。比如在1866年，美国长老会成员郭显德在烟台毓璜顶创办文先小学（男校）和会英小学（女校），这是烟台开埠（1862年）后首个新式学校。后来发展成烟台益文商专，即今烟台二中前身。郭显德夫人苏紫兰在毓璜顶创办烟台第一个幼稚园。郭显德还先后在福山、牟平、栖霞、莱阳、海阳、即墨、胶州及烟台（市区）创办小学共40余所。同為傳教士的狄考文夫妇建立了登州文会馆，這是中国境内第一所现代高等教育机构，也是中国国内最早的教会大学。
中共执政后，自1966年起，全省高等学校因文化大革命停止招生达5年之久，教育秩序受到破坏，直到1976年后，才得到恢复。 2016年，全省共有幼儿园18,853所，义务教育阶段学校12,951所（普通小学10027所，普通初中2924所），普通高中580所，中等职业学校428所，特殊学校146所，高等学校155所（普通高校144所，成人高校11所），国家级重点技工学校25所，全省技工学校招生14.8万人，技校毕业生就业率达98%。其中，山东蓝翔高级技工学校因被西方媒体曝光向解放军输送专业技术士官而知名度大增。
截至2016年，山东省共有141所高校具有普通高等学历教育招生资格，包含67所普通本科高校，73所高职(专科)院校和1所分校办学点。普通本科高校中，公办学校有44所，民办学校有12所，独立学院有11所；高职（专科）院校包含60所公办学校和13所民办学校。山东有3所双一流的大学，包括山东大学、中国海洋大学、中国石油大学 (华东)，有三所外地注册的双一流大学在山东设校区，包括北京交通大学威海校区、哈尔滨工业大学 (威海)、中国农业大学 (烟台)。山东省海洋科研实力居全国首位。截至2009年底，共有国家和省属涉海科研、教育事业单位近60所，省部级海洋重点实验室29家，各类海洋科考船20多艘，国家级科技兴海示范基地10个，海洋科技人员占全国一半以上，其中两院院士23名。

### 传播媒体
山东广播电视分为无线广播、有线广播、电视广播（均是国营）。1933年5月，首个无线广播电台在济南建成播音，定名为山东省会广播电台。1950年10月27日，山东人民广播电台正式向全省播音。1955年， 部分县市开始建立有线广播站。到1990年底，全省有无线广播电台16座，电视台34座。至2019年末，山东广播人口、电视人口综合覆盖率分别为99.13%和99.10%。电视台有山东广播电视台、山东教育电视台、济南广播电视台、青岛市广播电视台、淄博市广播电视台等。其中，山东广播电视台有21个频道，包括山东卫视等11个电视频道和10个广播频道；济南市广播电视台现有8个电视频道和7个广播频道；青岛市广播电视台现有7个电视频道和9个广播频道；淄博市广播电视台现有新闻、科教、公共、生活、都市等5个电视频道和4个广播频道。
晚清时期，山东先后出版的报纸有20多家，有1903年山东巡抚周馥创办的《济南汇报》，以及后来的《简报》《济南日报》《山东官报》等。
中华人民共和国成立后，全省报纸进行了一次大调整，调整后，全省共办各类报纸28家。“文化大革命” 开始后，全省只有《大众日报》和7家地、市报纸尚在出版。
改革开放后，山东报业恢复发展。到1990年底，全省经过正式登记注册批准出版的各类报纸已达119家。目前，山东比较知名的报纸有《齐鲁晚报》、《济南时报》、《大众日报》、《山东商报》、《生活日报》等。

### 体育运动
山东体育历史悠久，2004年，国际足球联合会确认古代中国的蹴鞠是足球运动的最早雏形，春秋战国时期就有蹴鞠运动，武术、气功亦有发展。孙膑拳、螳螂拳、查拳据传都起源于山东，并被列入国家级非物质文化遗产列表。20世纪前，山东体育的主体是传统体育活动，近代竞技体育逐渐成为体育运动的主流。1903年的“烟台阖滩运动会”是中国近代早期著名的运动竞赛。抗日战争爆发后，体育活动基本停止。中华人民共和国成立后，山东兴起群众性体育运动。1953年10月，山东省设立体育运动委员会。“文化大革命”期间各项体育工作停顿，机构瘫痪。改革开放后，山东成功地承办了全国锦标赛、各级联赛、分区赛、冠军赛、杯赛等各类全国运动竞赛约70余次。目前山东有山东泰山、青岛海牛、青岛西海岸、青岛红狮、山东高速、青岛国信等多个职业体育俱乐部。
山东曾举办全运会、世乒赛、亚洲杯足球赛等多项赛事，青岛曾协助北京承办2008年夏季奥林匹克运动会。2009年山东承办中华人民共和国第十一届运动会，获得的金牌数、奖牌数和总分均居全国第一。2015年是山东马拉松赛事的“元年”。东营、烟台、潍坊、泰安、青岛、临沂、淄博高青、滕州、济宁等等，都有了大型马拉松赛事。其中，东营、烟台、泰安、青岛（莱西）、青岛（高新区）、临沂等6场为国际马拉松赛。山东籍的体育明星有乒乓球冠军张继科、台球花式九球选手潘晓婷、射击运动员杜丽、举重运动员刘春红、长跑运动员邢慧娜、体操运动员邢傲伟等。

### 医疗保健
山东古代医家长于脉诊，强调综合治疗以攻邪为主。战国时期齐国卢医秦越人被崇为脉学的倡导者。西汉淳于意录有中国现存最早医案《诊籍》。晋代王叔和著《脉经》，使脉学系统化。宋代董汲撰成中国最早急性斑疹热专著《小儿痘疹备急方论》。明清时期，刘奎等对中医瘟病学说的发展有所建树。
鸦片战争以后，西医在山东传播。1860年，法国、英国教会在烟台建立医院，法国天主教施医院后发展成烟台山医院。1882年临清人张巽臣在济南开办省内首家私人诊所。1890年，美国长老会在烟台的毓璜顶建立了小型诊所，后于1914年成为毓璜顶医院。1911年，基督教共和医道学堂在济南建成，为当时全国四大医学堂之一。中华民国建立后，教会医院发展迅速，而中医遭受压抑。1938年至1945年间曾多次爆发传染病。1949年，全省仅麻疹、天花等传染病的发病人数达97万余人，全省人口总死亡率为25‰，人均寿命35岁。
1952年，山东成立各级防疫委员会，并于1953年6月在全国率先消灭天花，1958年率先在全国基本消灭黑热病和性病。1965年，山东省人口平均寿命60.31岁，1985年达到71.72岁。2014年开始，山东省实行省内异地就医直接结算制度，并进一步推行跨省异地直接结算。从2015年1月1日起，山东省实行统一的居民基本医疗保险制度。2015年山东省人均基本公共卫生服务经费补助标准为40元，2017年全省居民医保个人缴费将达到年人均不低于150元。
至2015年末，山东省有医疗卫生机构7.7万所。其中，医院1927所（三甲医院42所），基层医疗卫生机构7.3万所。医疗卫生机构床位51.9万张。卫生技术人员61.9万人。其中，执业医师及执业助理医师23.7万人，注册护士25.4万人。完成诊疗服务6.2亿人次。2015年，山东有4家医院进入全国百强医院排名，包括山东大学齐鲁医院（22名）、山东省立医院（49名）、山东省肿瘤医院（93名）和青岛大学医学院附属医院（88名）。
山东情感障碍与自杀率相关刊物2012年报告显示，山东省农村自杀人数从1991年呈现急剧下滑的趋势。20年间，山东省35岁以下农村女性自杀率下降了95%，全部农村女性的自杀率也下降了68%。2016年中国食品药品监管总局调查发现，山东菏泽市牡丹人民医院医生曾将大量无效或过期的疫苗销往湖北、安徽、广东、河南、四川等中国18个省市，引起国内外关注。

### 引用
1. ↑  . 搜狐. 山东省民政厅. 2023-01-30  [2023-02-15]. （原始内容存档于2023-03-11）.
2. ↑  . 澎湃新闻. 2023-01-20  [2023-02-15]. （原始内容存档于2023-03-14）.
3. 1 2  . 山东省人民政府. 大众日报.   [2018-02-09]. （原始内容存档于2018-02-09）.
4. ↑  山东统计年鉴2016，12-1人口和自然资源（2015年）
5. ↑  . 新浪网. 中国新闻网. 2007-05-09  [2016-11-30]. （原始内容存档于2017-02-28）.
6. ↑  . 中国网. 2009-06-09  [2016-11-30]. （原始内容存档于2017-03-05）.
7. ↑  磐石. . 中华文化标志城官方网站. 2009-10-03  [2017-02-27]. （原始内容存档于2016-03-03）.
8. 1 2 3 4 5  . 山东博物馆.   [2016-11-30]. （原始内容存档于2016-12-12）.
9. ↑  史江民. . 人民网. 2004-09-06  [2016-11-30]. （原始内容存档于2016-12-01）.
10. ↑  . 新华网山东频道. 2004-03-09  [2016-11-28]. （原始内容存档于2017-03-05）.
11. ↑  Roberts, Edmund. . New York: Harper & Brothers. 1837: 122–123. （原始内容存档于2013-10-16）.
12. ↑  谢燕萍; 游学华. . 香港: 中文大学出版社. : 24  [2016-11-30]. （原始内容存档于2016-12-01）.
13. ↑  . 中国经济网. 大众日报. 2009-04-15  [2016-12-07]. （原始内容存档于2016-03-04）.
14. ↑  张清俐. . 中国社会科学网. 2016-11-27  [2016-11-30]. （原始内容存档于2016年12月1日）.
15. ↑  逄振镐.  第1版. 济南: 齐鲁书社. 2007. ISBN 7-5333-1734-3.
16. ↑  董理. . 中国考古. 中国山东网. 2016-08-12  [2016-11-30]. （原始内容存档于2016-12-01）.
17. ↑  . 中国考古. 古代文明研究中心通讯. 2010-04-23  [2016-11-30]. （原始内容存档于2016-12-01）.
18. ↑  安作璋. . 湖南科技学院图书馆. 虞舜大典（近现代文献卷二）. 2013-07-04  [2017-02-27]. （原始内容存档于2017-02-27）.
19. ↑  . . 任、宿、须句、颛臾，风姓也，实司太暤与有济之祀。
20. ↑  . 中国考古. 2010-08-24  [2017-02-26]. （原始内容存档于2017-02-27）.
21. ↑  方辉. . 山东文艺出版社. 2004. ISBN 7532923576.
22. ↑  . 山东大学考古数字博物馆. （原始内容存档于2016-12-01）.
23. ↑  李学勤、孟世凯. . 中国上海: 上海科学技术文献出版社. 2007年4月. ISBN 978-7-5439-3151-0.
24. ↑  山东通史·先秦卷，第二章 虞、夏、商、周时期的山东历史
25. ↑  《史记·齐太公世家》“於是武王已平商而王天下，封师尚父於齐营丘。”《正义·括地志》云：“营丘在青州临淄北百步外城中。”
26. ↑  《春秋左氏传 襄公六年》：十一月．齐侯灭莱．莱恃谋也．于郑子国之来聘也．四月．晏弱城东阳．而遂围莱．甲寅．堙之．环城．傅于堞．及杞桓公卒之月．乙未．王湫帅师及正舆子．棠人．军齐师．齐师大败之．丁未．入莱．
27. ↑  . 大众网. 2003-11-21. （原始内容存档于2012-04-19）.
28. ↑  山东通史·秦汉卷，典志 三食货 （一）农业
29. ↑  刘凤鸣. . 人民出版社. 2007.
30. ↑  山东通史·魏晋南北朝卷，一 曹魏统一山东
31. ↑  山东通史·魏晋南北朝卷，三 十六国东晋时期山东的民族矛盾与民族融合
32. ↑  . 中广网. 2012-06-12. （原始内容存档于2014-03-03）.
33. ↑  圖為馬戛爾尼使團成員威廉·亞歷山大在1793年所繪
34. ↑  山东通史·隋唐五代卷，一 隋朝统治下的山东
35. ↑  山东通史·隋唐五代卷，二 隋朝末年山东的农民起义
36. ↑  山东通史·隋唐五代卷，三 唐朝前期的山东局势
37. ↑  山东通史·隋唐五代卷，四 唐朝后期山东境内的藩镇割据
38. ↑  歐陽修; 宋祁.  . 维基文库. 北宋.
39. ↑  《資治通鑑·唐紀五十七》：“三月，戊子，以華州刺史馬總為鄆、曹、濮等州節度使。己丑，以義成節度使薛平為平盧節度、淄．青．齊．登．萊等州觀察使。
40. ↑  山东通史·隋唐五代卷，七 五代政权与藩镇在山东的争夺
41. ↑  山东通史·宋金元卷，四 北宋后期的腐朽统治与山东地区的农民起义
42. ↑  山东通史·宋金元卷，七 金朝在山东的统治与红袄军起义
43. ↑  山东通史·宋金元卷，八 金元之际山东地区的抗蒙斗争与军阀割据
44. ↑  山东通史·明清卷，四 经济
45. ↑  记者：柯贤伟. . 人民网，来源：环球时报(2000年06月30日第十版). 2000-06-30  [2013-01-21]. （原始内容存档于2014年11月2日）.
46. ↑  . 山东省总工会.   [2016-11-28]. （原始内容存档于2017-03-05）.
47. ↑  E.L. Ladurie. . New York: Doubleday. 1971.
48. ↑  竺可桢，中国近五千年来气候变迁的初步研究文， 考古学报, 1972年第1期
49. ↑  白雁 胡玉梅. . 中国经济网. 现代快报. 2011-06-27  [2017-02-21]. （原始内容存档于2017-02-22）.
50. ↑  . 南阳师范学院学报. 2009-11, 第8卷 (第11期).
51. ↑  顾诚. . . 中国社会科学出版社. 1982年10月. ISBN 9787511217257.
52. ↑  山东通史·明清卷，六 明朝末年的山东局势
53. ↑  安作璋. . 齊鲁書社. 2008: 64–69. （原始内容存档于2016-12-02）.
54. ↑  谷应泰. .
55. ↑  . 新华网. 大众日报. 2011-11-01  [2016-12-03]. （原始内容存档于2016-12-20）.
56. ↑  山东省志·地震志，郯城大地震
57. ↑  卷八大事纪.乾隆胶州志
58. ↑  卷三十十五祥异。道光胶州志
59. 1 2  . 山东省情网.   [2016-12-02]. （原始内容存档于2016-12-03）.
60. ↑  高强. . 中国知网. 曲阜师范大学. 2007. （原始内容存档于2016-12-02）.
61. ↑  赵红. . 鲁东大学学报（哲学社会科学版）. 2006, (第3期): 17–20  [2016-12-02]. ISSN 1673-8039. （原始内容存档于2016-12-02）.
62. ↑  . 中國國防資訊網. 2007-08-23  [2009-12-03]. （原始内容存档于2011-12-17）.
63. ↑  王双印. . 中国社会科学院研究生院学报. 2003年, (第6期). （原始内容存档于2017-01-11）.
64. ↑  青岛市档案馆征集处. . 青岛档案信息网.   [2012-04-26]. （原始内容存档于2018-01-06）.
65. ↑  王一强. . 中国法学网.   [2020-09-08]. （原始内容存档于2020-09-12）.
66. ↑  . 环球网.   [2020-09-08]. （原始内容存档于2020-09-12）.
67. ↑  马执斌. . 人民教育出版社. 2002-11-15  [2016-11-30]. （原始内容存档于2016-12-01）.
68. ↑  范立君; 金普森.  (PDF). 抗日战争研究. 2007, (第2期)  [2016-12-02]. （原始内容存档 (PDF)于2016-12-02）.
69. ↑  , 德国之声, 2014-07-20, （原始内容存档于2017-02-28）
70. ↑  Frederick Lewis Allen（1931）. . Los Angeles: Indo-European. 2011: 18–22. ISBN 978-1-60444-519-0.
71. ↑  叶曙明. . . 中国友谊出版公司. 2009-04.
72. ↑  . 山东省情网.   [2016-11-30]. （原始内容存档于2017-02-16）.
73. ↑  汪公紀. . 聯經出版事業股份有限公司. 2005. ISBN 9570829311.
74. ↑  . 威海旅游网. 2006-07-18  [2010-03-13]. （原始内容存档于2010-05-25）.
75. ↑  中国社会科学院近代史研究所. . 中華書局. 1978: 244–245.
76. ↑  徐友春主編. . 河北人民出版社. 2007: 2660. ISBN 978-7-202-03014-1.
77. ↑  邢世忠. . 中国共产党新闻网. 2015-10-08  [2018-03-14]. （原始内容存档于2018-03-15）.
78. ↑  . 華夏經緯網. 中華網. 2007-05-30  [2016-11-30]. （原始内容存档于2016-05-11）.
79. ↑  . 潍坊市情网. 2010-07-22  [2013-07-21]. （原始内容存档于2016-03-04）.
80. ↑  . 中华人民共和国国防部. 2012-10-24  [2013-07-21]. （原始内容存档于2012-12-29）.
81. ↑  . 新华网. 人民网. 2012-09-19  [2016-11-30]. （原始内容存档于2012-10-07）.
82. ↑  石其鹏、申红，编辑：王瑶. . 新华网，来源：人民网. 2012-09-19  [2014-04-20]. （原始内容存档于2012-10-07）.
83. ↑  达孝门（三门）的碑刻，原为文革中砸碎的“曲阜鲁国故城”文保碑，背面刻有原山东省副省长李予昂1980年作诗一首：

万恶四人帮，十年逞逆狂。
少昊像颅碎，鲁故城拆光。
三孔大破毁，周庙受灾殃。
贼罪臭万年，历史诛巨奸。
首凶陈伯达，作伥谭厚兰。
留此残碑在，铁证代代传。
84. ↑  李伟 王毅. . 民间历史.   [2016-12-01]. （原始内容存档于2016-12-01）.
85. ↑  王小豫 王小鲁. . 凤凰网. 中国改革. 2011年7月24日  [2016-12-01]. （原始内容存档于2016-12-01）.
86. ↑  张兆新. . 青报网. 2015-04-30  [2016-11-30]. （原始内容存档于2016-12-01）.
87. ↑  . 中国共产党新闻网. 大众日报. 2008-12-09  [2016-11-30]. （原始内容存档于2016-12-01）.
88. ↑  . 人民网. 2005-09-09  [2018-03-14]. （原始内容存档于2018-03-15）.
89. 1 2  宋学春、马跃峰. . 人民网奥运频道. 2008-08-09. （原始内容存档于2017-03-05）.
90. 1 2  , 青岛中德联合集团有限公司网站, 2011-12-01  [2016-11-30], （原始内容存档于2017-03-05）
91. 1 2  梦炫. . 中国网. 2011全国两会. 2011-02-26  [2016-12-01]. （原始内容存档于2016-12-02）.
92. 1 2  国务院, , 中国政府网, 2014-06-03, （原始内容存档于2015-12-11）
93. 1 2  李攻. . 第一财经日报. 2017年2月15日  [2017-02-15]. （原始内容存档于2017年2月15日）.
94. ↑  张茵. . 中国国家地理. 2008, (第8期). （原始内容存档于2017-01-12）.
95. ↑  山东省省情资料库，45环境保护库 第一卷环境状况 第一类自然环境 第一辑
96. 1 2 3  山东省省情资料库，17军事库 概述
97. 1 2 3 4  卫计委. . 山东省海洋与渔业厅. 2015-02-05  [2018-03-14].[永久]
98. ↑  . 山东统计信息网. 山东省统计局.   [2016-11-28]. （原始内容存档于2016年11月29日）.
99. ↑  王现力. . 中国科学院烟台海岸带研究所. 2013-10-23  [2018-03-27]. （原始内容存档于2018-03-28）.
100. 1 2  中国山东，主要山脉
101. ↑  地质矿产部地质辞典办公室编辑. . 北京：地质出版社. 2005-06: 105. ISBN 7-116-05867-2.
102. ↑  山东省省情资料库，4自然地理库 第一卷地貌 第二类地貌类型 第六辑海岸地貌
103. ↑  . 中国科学院地理科学与资源研究所. 中国大百科全书·中国地理. 2007-03-26  [2018-03-17]. （原始内容存档于2022-08-04）.
104. ↑  山东省省情资料库，4自然地理库 第一卷地貌
105. ↑  山东省省情资料库，4自然地理库 第一卷地貌 第二类地貌类型 第一辑山地地貌
106. 1 2 3  中国山东
107. ↑  山东省省情资料库，4自然地理库 第一卷地貌 第二类地貌类型 第二辑丘陵地貌
108. ↑  陈晓丹. . 陈晓丹. 2013-11-26. （原始内容存档于2016-12-20）.
109. ↑  山东省省情资料库，4自然地理库 第三卷水文 第一类河流
110. ↑  山东省省情资料库，4自然地理库 第三卷水文 第二类湖泊
111. ↑  小溪. . 中国网. 2009-05-22  [2016-11-28]. （原始内容存档于2017-03-05）.
112. ↑  . 中金网. 和讯网. 2017-05-03  [2018-03-14]. （原始内容存档于2018-03-15）.
113. ↑  . 中华人民共和国国务院新闻办公室. 中国山东网  打印 字大 字小. 2018-02-09  [2018-03-14]. （原始内容存档于2018-03-15）.
114. ↑  李静. . 国家林业局. 齐鲁网. 2018-01-23  [2018-03-17]. （原始内容存档于2018-03-17）.
115. ↑  小溪. . 中国网. 2009-05-22  [2016-11-28]. （原始内容存档于2017-03-05）.
116. 1 2  山东省省情资料库，45环境保护库 第一卷环境状况 第一类自然环境 第三辑气候
117. ↑  山东省气象局. . 中新网. 山东商报. 2016-01-07  [2016-12-06]. （原始内容存档于2016-12-20）.
118. ↑  廉丽姝; 李为华. . 气象科技. 2006-02, 第34卷 (第1期)  [2016-12-06]. （原始内容存档于2016-12-20）.
119. ↑  . 人地系统主题数据库. 中国科学院地理科学与资源研究所.   [2016-12-06]. （原始内容存档于2021-12-14）.
120. ↑  山东通史·秦汉卷，典志 政区
121. 1 2  元明清时期的山东政区 的存檔，存档日期2016-03-07.，中国广播网，2005年4月13日
122. ↑  山东通史·明清卷，一 政区与户口；三 兵制
123. ↑  傅林祥; 林涓; 任玉雪; 王卫东. 周振鹤 , 编.  第1版. 复旦大学出版社. 2013-10-01. ISBN 9787309056037.
124. ↑  . 新华网.   [2019-01-09]. （原始内容存档于2019-01-09）.
125. ↑  . 中华人民共和国民政部.   [2023-09-22]. （原始内容存档于2023-09-22）.
126. ↑  . 中华人民共和国民政部.   [2020-03-06]. （原始内容存档于2015-04-02）.
127. ↑  . 山东省统计局.   [2021-09-22]. （原始内容存档于2021-08-15）.
128. ↑  中华人民共和国民政部. . 中国统计出版社. 2014年8月. ISBN 978-7-5037-7130-9.
129. ↑  . 新华网. 新华社. 2012-11-18  [2017-02-22]. （原始内容存档于2017-01-16）. 第四章 党的地方组织
130. ↑  . 中国政府门户网站.   [2016-12-03]. 原始内容存档于2023-05-12.
131. ↑  . 齐鲁网. 山东省人大常委会.   [2016-12-09]. （原始内容存档于2016-12-20）.
132. ↑  . 人民网. 山东省人民代表大会常务委员会公告. 2013-01-23  [2016-12-03]. （原始内容存档于2016-12-03）.
133. 1 2  山东省省情资料库，12政权库 概述
134. ↑  山东省省情资料库，12政权库 第二卷行政
135. ↑  . 山东省人民政府. 2005-08-15  [2016-12-03]. （原始内容存档于2016-12-03）.
136. 1 2  山东省志·司法志，前言
137. ↑  . 山东省高级人民法院.   [2023-01-18]. （原始内容存档于2021-12-28）.
138. ↑  . 山东省人民检察院.   [2016-12-02]. （原始内容存档于2016-12-03）.
139. ↑  . 山东省人民政府外事办公室.   [2016-12-25]. （原始内容存档于2016-12-26）.
140. ↑  . 山东省情网.   [2016-12-26]. （原始内容存档于2016-12-26）.
141. ↑  中国山东，外商投资
142. ↑  中国山东，对外投资
143. ↑  山东统计年鉴2016，6-15 境外投资情况
144. ↑  中国山东，友好关系
145. ↑  . 齐鲁网. 2016-11-01  [2016-11-28]. （原始内容存档于2016-11-29）.
146. ↑  . 巴伐利亚州中国代表处. 2012-11-21  [2016-11-28]. （原始内容存档于2016年11月29日）.
147. ↑  李寿尊. . 大韩民国驻青岛总领事馆.   [2016-12-07]. （原始内容存档于2016-12-20）.
148. ↑  王兆成. . 五洲传播出版社. 2000: 160.
149. ↑  . 齐鲁壹点. 2016-07-01  [2016-12-07]. （原始内容存档于2016-12-20）.
150. ↑  刘宝森. . 新华网. 2008-02-21  [2016-12-07]. （原始内容存档于2017-03-05）.
151. ↑  贾瑞君. . 人民网. 大众日报. 2012-11-30  [2016-12-07]. （原始内容存档于2016-12-20）.
152. ↑  柴刚. . 中国经营报. 2017年2月11日  [2017-02-15]. （原始内容存档于2017年2月15日）.
153. 1 2 3  山东省志·军事志，概述
154. ↑  张洪岩. . 人民网. 解放军报. 2012-01-30  [2016-12-03]. （原始内容存档于2015-06-15）.
155. ↑  . 中共党史出版社. 1991: 456.
156. ↑  . 央广军事. 2016-09-22  [2017-01-04]. （原始内容存档于2017-01-04）.
157. ↑  张家然. . 澎湃新闻. 2016-08-06  [2016-11-29]. （原始内容存档于2017-02-16）.
158. ↑  . 环球网军事.   [2016-11-30]. （原始内容存档于2016-03-04）.
159. ↑  . 新锐军事. 军事前沿. 2014-04-14  [2016-12-02]. （原始内容存档于2016-12-03）.
160. ↑  . 法制晚报. 2016-02-28  [2016-02-29]. （原始内容存档于2016-02-29）.
161. ↑  . 东森新闻云. 2016-10-01  [2017-01-10]. （原始内容存档于2017-01-12）.
162. ↑  . www.xinhuanet.com.   [2020-06-22]. （原始内容存档于2020-06-22）.
163. ↑  阮凤英. 孙琛 , 编. . 中国财政经济出版社. 2008-01-01. ISBN 7509504279.
164. 1 2 3  山东统计年鉴2016
165. ↑  . 观察者. 澎湃新闻. 2016-01-24  [2016-11-28]. （原始内容存档于2016-11-29）.
166. ↑  罗燕. . 齐鲁网. 2017-02-03  [2017-02-22]. （原始内容存档于2022-10-08）.
167. 1 2  陈琛 王希. . 齐鲁网. 2017-01-24  [2017-02-22]. （原始内容存档于2017-01-29）.
168. ↑  . 山东省人民政府. 2018-01-23  [2018-03-16]. （原始内容存档于2018-03-17）.
169. 1 2  . 青报网. 2016-09-28  [2017-01-10]. （原始内容存档于2017-01-13）.
170. ↑  邓卫华. . 新华网.   [2016-11-28]. （原始内容存档于2017-03-05）.
171. ↑  山東魏橋創業集團有限公司-美國財富雜誌全球500大企業排名為163位 的存檔，存档日期2017-01-13.美國財富雜誌.[2017-02-22]
172. ↑  李志勇. . 山东能源集团有限公司. 山东能源集团网站.   [2017-02-22]. （原始内容存档于2016-03-04）.
173. ↑  . 新浪财经. 中国广播网. 2012-07-10  [2016-11-28]. （原始内容存档于2016-11-29）.
174. ↑  . Shandong Provincial Bureau of Statistics. 2017-10-13  [2022-08-09]. （原始内容存档于2017-12-27） （中文）.
175. ↑  . International Monetary Fund. 2021  [2022-08-09]. （原始内容存档于November 26, 2020）.
176. ↑  . National Bureau of Statistics of China. n.d.  [2022-08-09]. （原始内容存档于October 20, 2015）.
177. ↑  . 人民网. 大众网. 2016-09-13  [2016-11-28]. （原始内容存档于2016-11-29）.
178. 1 2  . 山东三农网. 山东省农业信息网. 2011-05-14  [2016-11-28]. （原始内容存档于2016-11-29）.
179. ↑  凤凰网山东整理. . 2013-04-21  [2017-01-10]. （原始内容存档于2017-01-12）.
180. ↑  . 国方商标网. 大众网. 2013-03-26  [2017-01-10]. （原始内容存档于2017-01-13）.
181. 1 2  袁爱芝、陆兵、范玉波等. . . 2015-07: 113–130. ISBN 978-7-5097-7803-6.
182. ↑  中国山东，山东半岛制造业基地产业发展重点
183. ↑  . 中国政府网. 大众日报. 2016-04-03  [2016-11-28]. （原始内容存档于2016-11-29）.
184. ↑  . 中国中央电视台. 2010-09-25  [2010-11-05]. （原始内容存档于2011-02-16）.
185. ↑  . 经贸研究. 2017-01-26  [2017-02-15]. （原始内容存档于2017-02-16）.
186. ↑  . 景芝酒业官网.   [2017-02-22]. （原始内容存档于2017-02-26）.
187. ↑  . 山东兰陵美酒股份有限公司官网. 2005-05-05  [2017-02-22]. （原始内容存档于2017-02-23）.
188. ↑  . 凤凰网.   [2016-12-04]. （原始内容存档于2016-05-03）.
189. ↑  . 凤凰网. 2013-05-08  [2016-12-04]. （原始内容存档于2016-12-20）.
190. ↑  余孝忠、潘林青、袁军宝. . 齐鲁网. 新华社. 2016-12-28  [2017-02-22]. （原始内容存档于2017-02-23）.
191. ↑  . 中国投资指南. 凤凰网山东. 2013-05-27  [2016-11-28]. （原始内容存档于2016-11-29）.
192. ↑  . 搜狐财经. 中国经营报. 2016-12-03  [2016-12-05]. （原始内容存档于2017-02-23）.
193. ↑  山东省统计局  国家统计局山东调查总队. . 2019-01-29  [2020-06-22]. （原始内容存档于2020-06-22）.
194. ↑  山东省地方史志编纂委员会 (编). . 山东人民出版社. 2001.
195. ↑  车晓飞. . 旅游纵览(下半月). 2014, (05期)  [2016-12-05]. （原始内容存档于2016-12-20）.
196. ↑  . 凤凰网.   [2016-12-02]. （原始内容存档于2017-03-05）.
197. ↑  . 中国网. 青岛啤酒办公室. 2005-08-10  [2016-12-02]. （原始内容存档于2017-03-18）.
198. ↑  . 官方网站.   [2016-12-02]. （原始内容存档于2016-11-15）.
199. ↑  . 潍坊国际风筝会办公室.   [2016-12-02]. （原始内容存档于2016-11-21）.
200. 1 2  . 山东旅游政务网.   [2016-11-30]. （原始内容存档于2016-12-30）.
201. ↑  李明. . 中华遗产. 2008, (06)  [2016-11-28]. （原始内容存档于2016-11-29）.
202. ↑  . 新浪新闻中心. 新华网. 2008-12-21  [2017-02-22]. （原始内容存档于2017-02-28）.
203. ↑  . 新华网. 2008-04-24  [2017-02-22]. （原始内容存档于2017-02-23）.
204. ↑  "中国铁路建设史" 编委会. . 北京: 中国铁道出版社. 2003: 112  [2016-12-10]. ISBN 7113049117. （原始内容存档于2017-03-28） （中文）.
205. ↑  《北京铁路局志》编纂委员会. . 北京: 方志出版社. 2006: 105  [2016-12-10]. （原始内容存档于2017-03-27） （中文）.
206. ↑  趙嘉裕. . 秀威出版. 2010-09-01: 149  [2016-12-10]. （原始内容存档于2017-03-27） （中文）.
207. ↑  . 铁路网.   [2016-11-28]. （原始内容存档于2016-11-29）.
208. ↑  . 山东外事.   [2016-11-29]. （原始内容存档于2016年11月29日）.
209. ↑  高翔. . 山东省人民政府. 大众日报. 2016-12-14  [2017-02-15]. （原始内容存档于2017-02-15）.
210. ↑  . 山东省交通运输厅.   [2016-11-29]. （原始内容存档于2016-12-04）.
211. ↑  山东省高速公路网中长期规划（2014-2030年）调整方案
212. 1 2  . 齐鲁网. 齐鲁晚报. 2014-02-10  [2016-11-28]. （原始内容存档于2016-11-29）.
213. ↑  . 中国航空运输协会. 快飞网.   [2016-11-30]. （原始内容存档于2017-12-19）.
214. ↑  . 2016-03-31  [2015-07-10]. （原始内容存档于2016-04-23）.
215. ↑  , 青岛新闻网, 2021-07-12  [2021-08-02], （原始内容存档于2022-04-22）
216. ↑  . 民航资源网. 中国民用航空华东地区管理局网站. 2015-01-28  [2016-11-28]. （原始内容存档于2016-11-29）.
217. ↑  . Planespotters.net. 2018-03-14  [2018-03-16]. （原始内容存档于2017-08-21）.
218. ↑  中国山东，基础环境情况
219. ↑  徐冰 李紫恒. . 新华网. 2012-12-12  [2016-12-02]. （原始内容存档于2016-12-03）.
220. ↑  . 青岛港.   [2016-11-29]. （原始内容存档于2016-11-29）.
221. ↑  . 青岛港国际股份有限公司.   [2016-12-02]. （原始内容存档于2017-02-18）.
222. ↑  . 烟台港集团有限公司.   [2016-12-02]. （原始内容存档于2016-12-03）.
223. ↑  小微. . 中国日报. 2016-01-07  [2016-11-29]. （原始内容存档于2016-11-29）.
224. ↑  孙川 杨玉龙. . 凤凰资讯. 齐鲁晚报. 2016-06-24  [2016-12-02]. （原始内容存档于2016-12-03）.
225. ↑  . www.qd-metro.com.   [2020-12-28]. （原始内容存档于2022-02-27）.
226. ↑  . 齐鲁网.   [2020-06-22]. （原始内容存档于2020-06-23）.
227. ↑  . www.xinhuanet.com.   [2020-06-22]. （原始内容存档于2019-01-27）.
228. ↑  . sd.sina.com.cn.   [2020-06-22]. （原始内容存档于2020-06-06）.
229. ↑  . ier.hit-u.ac.jp. n.d.  [2023-12-10] （日语）.
230. ↑  . ier.hit-u.ac.jp. n.d.  [2023-12-10] （日语）.
231. ↑  . ier.hit-u.ac.jp. n.d.  [2023-12-10] （日语）.
232. ↑  . ier.hit-u.ac.jp. n.d.  [2023-12-10] （日语）.
233. ↑  . National Bureau of Statistics of China. n.d.  [2023-12-10]. （原始内容存档于2009-08-05） （中文）.
234. ↑  . National Bureau of Statistics of China. n.d.  [2023-12-10]. （原始内容存档于2012-09-14） （中文）.
235. ↑  . National Bureau of Statistics of China. n.d.  [2023-12-10]. （原始内容存档于2012-05-10） （中文）.
236. ↑  . National Bureau of Statistics of China. n.d.  [2023-12-10]. （原始内容存档于2012-06-19） （中文）.
237. ↑  . National Bureau of Statistics of China. n.d.  [2023-12-10]. （原始内容存档于2012-08-29） （中文）.
238. ↑  . National Bureau of Statistics of China. 2011-04-29  [2023-12-10]. （原始内容存档于2013-07-27）.
239. ↑  . National Bureau of Statistics of China. 2021-05-11  [2024-01-09].
240. ↑  山东省志·人口志，人口变动.
241. ↑  . （原始内容存档于2018-02-09）.
242. 1 2  . 山东省教育厅. 2018-11-20  [2018-11-28]. （原始内容存档于2022-08-07）.
243. ↑  郭学军. . 大众网. 生活日报. 2016-06-27  [2016-12-03]. （原始内容存档于2016-12-20）.
244. ↑  . 新华网. 2009-05-22  [2016-12-03]. （原始内容存档于2017-03-05）.
245. ↑  . 山东民族宗教. 2016-05-24  [2016-12-01]. （原始内容存档于2016-12-01）.
246. ↑  山东省第七次全国人口普查领导小组办公室. . 山东省统计局.   [2021-05-21]. （原始内容存档于2021-05-22）.
247. ↑  . 搜狐网.   [2018-03-20]. （原始内容存档于2018-03-31）.
248. ↑  . tjj.shandong.gov.cn.   [2023-06-13]. （原始内容存档于2023-06-14）.
249. 1 2 3  China General Social Survey 2009, Chinese Spiritual Life Survey (CSLS) 2007. Report by: Xiuhua Wang (2015, p. 15) 的存檔，存档日期2015-09-25.
250. 1 2  Min Junqing. The Present Situation and Characteristics of Contemporary Islam in China. JISMOR, 8. 2010 Islam by province, page 29 的存檔，存档日期2017-04-27.. Data from: Yang Zongde, Study on Current Muslim Population in China, Jinan Muslim, 2, 2010.
251. ↑  . 山东民族宗教. 2016-05-30  [2016-11-30]. （原始内容存档于2016-12-01）.
252. ↑  . 山东民族宗教. 2016-05-30  [2016-11-30]. （原始内容存档于2016-12-01）.
253. ↑  . 山东省情网.   [2016-12-02]. （原始内容存档于2016-12-03）.
254. ↑  . 山东省情网. 2007-08-01  [2016-12-02]. （原始内容存档于2016-12-03）.
255. ↑  . 山东民族宗教. 山东省民族事务委员会（省宗教事务局）.   [2016-11-30]. （原始内容存档于2016-10-22）.
256. ↑  . 山东省民族宗教. 2016-04-14  [2016-12-01]. （原始内容存档于2016-12-01）.
257. ↑  钱曾怡. . 齐鲁书社. 2001.
258. ↑  山东省志·方言志，概述
259. ↑  马凤如.  (PDF). 立命馆大学.   [2016-11-30]. （原始内容 (PDF)存档于2016-12-01）.
260. ↑  钱曾怡; 罗福腾. . 山东教育. 1998年, (23期)  [2016-11-30]. （原始内容存档于2016-12-01）.
261. ↑  钱曾怡. . 济南: 齐鲁书社. 2010. ISBN 9787533324537.
262. 1 2 3 4  
追寻东夷族的文化足迹 （页面存档备份，存于） 的存檔，存档日期2016-03-03. 新华网
263. ↑  逄振镐, "从图像文字到甲骨文——史前东夷文字史略" 的存檔，存档日期2011-10-01., 中原文物2002年第2期
264. 1 2  
东夷及其文化发展 （页面存档备份，存于） 的存檔，存档日期2009-11-09. 山东省情网
265. ↑  俞伟超:龙山文化与良渚文化衰变的奥秘, 纪念城子崖遗址发掘60 周年国际学术讨论会文集, 齐鲁书社, 1993 年
266. ↑  . 中国华文教育网. 中国山东网. 2007-10-31  [2016-11-28]. （原始内容存档于2017-03-05）.
267. ↑  石头. . 华广网. 2010-06-15  [2016-11-30]. （原始内容存档于2016-12-01）.
268. ↑  . 中国华文教育网. 2007-06-12  [2016-11-28]. （原始内容存档于2017-03-05）.
269. ↑  石头. . 华广网. 2010-06-15  [2016-11-30]. （原始内容存档于2016-12-01）.
270. ↑  李伯齐; 王勇; 徐文军. 韩寓群 , 编.  第1版. 山东人民出版社. 2011-10-01. ISBN 9787209058131.
271. ↑  . 齐鲁晚报. 2011-03-24  [2014-07-06]. （原始内容存档于2011-04-02）.
272. ↑  黄志良，〈白雪遗音研究〉，东吴大学中国文学研究所硕士论文，1992年7月
273. ↑  . 中国华文教育网.   [2016-11-28]. （原始内容存档于2017-03-05）.
274. ↑  刘淑丽. . . 北京师范大学出版社. 2016-03. ISBN 9787303183784.
275. ↑  . 新浪尚品. 环球人物杂志. 2011-07-06  [2017-02-19]. （原始内容存档于2017-02-20）.
276. ↑  叶开. . 纽约时报中文网. 2012-10-11  [2012-10-11]. （原始内容存档于2012年10月13日）.
277. ↑  . 搜狐财经. 2013-10-19  [2016-02-24]. （原始内容存档于2016-03-04）.
278. ↑  . 凤凰网.   [2012-05-08]. （原始内容存档于2012-05-10）.
279. ↑  . 新浪.   [2016年5月5日]. （原始内容存档于2017年1月13日）.
280. ↑  瑞典学院. . 江烈农譯. 译言网.   [2012年10月14日]. （原始内容存档于2012年10月17日）.
281. ↑  . 2012-10-11  [2015-03-29]. （原始内容存档于2015-04-02）.
282. ↑  . Nobel Media AB.   [2012-10-11]. （原始内容存档于2014-01-09） （英语）.
283. ↑  . 中国华文教育网. 2008-01-19  [2016-11-28]. （原始内容存档于2017-03-05）.
284. ↑  王希君. . 大连出版社. 2013-11-29  [2016-11-30]. （原始内容存档于2016-03-05）.
285. ↑  . 人民网. 湖南在线. 2010-03-24  [2016-11-30]. （原始内容存档于2017-03-23）.
286. ↑  . 凤凰网资讯. 南方都市报. 2014-10-10  [2016-11-30]. （原始内容存档于2016-12-01）.
287. 1 2  王琳雁. . 中国网. 德州新闻网. 2014-07-29  [2016-12-04]. （原始内容存档于2016-12-20）.
288. ↑  . 新华网. 华夏酒报. 2011-04-19  [2016-12-04]. （原始内容存档于2017-03-05）.
289. ↑  . 新华网. 舜网\山东范儿. 2016-09-09  [2016-12-04]. （原始内容存档于2016-12-20）.
290. ↑  . 中国酒志网. 2015-05-20  [2016-12-04]. （原始内容存档于2016-12-20）.
291. ↑  . 山东台办网. 2014-09-18  [2016-12-04]. （原始内容存档于2016-12-20）.
292. ↑  . 青岛新闻网.   [2020-09-08]. （原始内容存档于2020-09-12）.
293. ↑  . 山东旅游政务网. 2017-07  [2018-03-16]. （原始内容存档于2018-03-17）.
294. ↑  张明. . 中国新闻网. 2008-05-18  [2016-12-04]. （原始内容存档于2016-09-12）.
295. ↑  . 官网网站. 青州博物馆.   [2016-12-04]. （原始内容存档于2016年12月20日）.
296. ↑  . 中央政府门户网站. 国家文物局. 2012-11-15  [2016-12-04]. （原始内容存档于2016-12-20）.
297. ↑  . 北京市文物局.   [2017-02-18]. （原始内容存档于2017-02-27）.
298. ↑  山东省人民政府. . 法搜网. 2006年12月7日  [2009-06-24]. （原始内容存档于2013年9月28日）.
299. ↑  单非. . 中国山东网. 2014-11-26  [2016-12-02]. （原始内容存档于2017-03-05）.
300. ↑  . 国家公园网.   [2017-02-18]. （原始内容存档于2016-04-01）.
301. ↑  山东省志·教育志，前言
302. ↑  Markoff, John. . China: Nytimes.com. 2010-03-04  [2017-08-14]. （原始内容存档于2017-09-09）.
303. ↑  . 中国教育在线. 济南时报. 2016-05-18  [2017-01-10]. （原始内容存档于2017-01-13）.
304. ↑  中国山东，高等教育
305. ↑  杜鹰. . 中国财政经济出版社. 2012-12-01  [2016-12-01]. （原始内容存档于2016-12-01）.
306. ↑  山东省志·广播电视志，前言
307. ↑  . 统计年鉴. 山东省新闻出版广电局. 2016-11-13  [2016-12-06]. （原始内容存档于2021-03-19）.
308. ↑  . 齐鲁网. 2010-01  [2017-01-10]. （原始内容存档于2017-01-26）.
309. ↑  . 齐鲁网. 2011-11-06  [2014-12-28]. （原始内容存档于2014-12-27）.
310. ↑  山东省志·报业志，前言
311. ↑  郭全中 郭凤娟. . 中国报协网. 中国报业. 2013-10-17  [2017-02-22]. （原始内容存档于2016-07-02）.
312. ↑  张晓芳. . 环球网. 2014-06-08  [2016-12-04]. （原始内容存档于2016-12-20）.
313. ↑  山东省志·体育志，前言
314. ↑  . 官方网站.   [2017-02-18]. （原始内容存档于2017-02-21）.
315. ↑  . 官方网站.   [2017-08-03]. （原始内容存档于2017年8月3日）.
316. ↑  . 官方网站.   [2017-02-18]. （原始内容存档于2017-06-22）.
317. ↑  . Sports.sohu.com.   [2017-08-14]. （原始内容存档于2017-02-17）.
318. ↑  石念军. . 新浪竞技风暴. 齐鲁晚报. 2016-05-20  [2016-12-01]. （原始内容存档于2016-12-02）.
319. ↑  . 山东体育网.   [2016-11-29]. （原始内容存档于2016-11-29）.
320. 1 2  山东省志·卫生志，前言
321. ↑  . 济南社保服务网. 济南社保公积金代缴服务平台. 2016-09-29  [2016-12-06]. （原始内容存档于2017-02-19）.
322. ↑  陈灏. . 中央政府门户网站. 新华社. 2014-02-17  [2016-12-06]. （原始内容存档于2016-12-20）.
323. ↑  魏圣曜. . 人民网. 新华网. 2014-12-16  [2016-12-06]. （原始内容存档于2017-03-05）.
324. ↑  山东省人力资源和社会保障厅. . 社保频道. 山东省财政厅. 2016-11-09  [2016-12-06]. （原始内容存档于2016-12-20）.
325. ↑  . 齐鲁网. 齐鲁晚报. 2015-11-16  [2016-12-06]. （原始内容存档于2016-12-20）.
326. ↑  . 华尔街见闻. 2014-06-28  [2016-12-06]. （原始内容存档于2016-12-20）.
327. ↑  . 搜狐新闻. 中国青年报. 2014-07-23  [2016-12-06]. （原始内容存档于2016-12-20）.
328. ↑  . 腾讯.   [2016-03-22]. （原始内容存档于2016-03-23）.

## 延伸阅读
[在维基数据编辑]
 《欽定古今圖書集成·方輿彙編·職方典·山東總部》，出自陈梦雷《古今圖書集成》
1. ↑  Purchasing power parity of Chinese Yuan, as Int'l.dollar based on IMF WEO October 2017. Purchasing power parity (PPP) for Chinese yuan is estimate according to IMF WEO[175] data; Exchange rate of CN¥ to US$ is according to State Administration of Foreign Exchange, published in the China Statistical Yearbook.[176]